# Свердруп, Отто
О́тто Не́йман Кноф Све́рдруп (норв. Otto Neumann Knoph Sverdrup; 31 октября 1854, Биндал — 26 ноября 1930, Саннвика) — норвежский полярный мореплаватель и исследователь. Считается третьим выдающимся полярником «Золотого века» после Фритьофа Нансена и Руаля Амундсена. Кавалер Большого креста ордена Св. Олафа за исследования Канадского Арктического архипелага (1902), золотых медалей Норвежского (1889) и Королевского географических обществ (1903) и множества норвежских и иностранных наград.
Происходил из крестьянской семьи, с ранних лет занимался лесным делом, охотой и рыболовством. С 17-летнего возраста работал в торгово-промысловом флоте, сдав экзамены на штурмана и на шкипера. После знакомства с Александром Нансеном — братом Фритьофа — вошёл в состав Гренландской экспедиции 1888—1889 годов. Далее вошёл в состав Норвежской полярной экспедиции 1893—1896 годов, наблюдал за строительством «Фрама» и был назначен его капитаном и заместителем начальника экспедиции. После выхода Нансена и Юхансена в 1895 году в санный поход к Северному полюсу Свердруп командовал экспедицией и без потерь довёл судно до Норвегии. В сезон 1897 года командовал туристическим лайнером «Лофотен», перевозя охотников на Шпицберген. В 1898—1902 годах Свердруп возглавлял собственную экспедицию в Канадский Арктический архипелаг, которая по своему масштабу была величайшей из норвежских экспедиций. Однако из шестнадцати участников путешествия двое погибли. Были нанесены на карту острова Акселя Хейберга, Амунда и Эллефа Рингнеса и открыто 260 000 км² новых земель. Аннексия территорий, провозглашённая Свердрупом, не заинтересовала правительство, острова в 1925 году были включены в состав Канады. Экспедиционными картами пользовались до 1960-х годов и появления космической навигации.
В 1906 году Свердруп переехал на Кубу и пытался стать плантатором в Баракоа, но разорился, неудачей оканчивались все его коммерческие начинания, в том числе на Аляске и в Гренландии, а также на Антильских островах. В 1914—1915 годах по приглашению российского правительства полярник участвовал в поисках экспедиций Брусилова и Русанова, эвакуировал часть экипажа Вилькицкого. В 1920 году руководил спасением парохода «Соловей Будимирович» в Карском море. В 1928 году получил степень почётного доктора Сент-Андрусского университета. Последние годы жизни посвятил реставрации «Фрама» и постройке музея, который был открыт после его кончины.
Имя Свердрупа носят остров в Карском море, острова в море Линкольна, а также пролив между островами Аксель-Хейберг и Миен. В 2000 году Международный астрономический союз присвоил имя Свердрупа кратеру на обратной стороне Луны. Именем мореплавателя названы военный корабль ВМФ Норвегии, пассажирский самолёт и арктический лайнер. Поскольку капитан не умел рекламировать свои достижения, не уступавшие по масштабности Нансену и Амундсену, он оказался быстро забыт широкой публикой.

## Ранняя биография (1854—1888)

### Происхождение
Фамилия Свердруп — датского происхождения, по имени деревни в Хадерслеве в Южной Ютландии. Основателем рода был Педер Микельсен, который покинул родные места около 1620 года. Переселившись в Норвегию, он до 1631 года занимал пост королевского судебного исполнителя в Эстфолле. Он был отцом как минимум пяти детей в двух браках; все его потомки именовались «Свердруп». До конца жизни Педер Свердруп управлял несколькими имениями. В первой половине XVIII века семейство перебралось в окрестности Тронхейма, прапрадед Отто — Педер Якоб — получал в Копенгагене образование юриста, для чего мать заложила все семейные владения. Педер скопил большое состояние и на момент кончины (в 1795 году) владел сорока девятью земельными участками и фермами, которые обеспечили его потомкам благосостояние. Его кузен Йорген Йоргенсен Свердруп стал миссионером и в 1764 году был отправлен в Гренландию, сделавшись первым в роду, кто побывал в Арктике. Самым известным из детей Педера Якоба был Георг Свердруп (1770—1850), который был профессором классических языков в Кристианийской семинарии, а затем в Копенгагенском и Кристианийском университетах. Он принимал активное участие в составлении Норвежской конституции 1814 года.
Дед будущего полярника — Петер Якоб Свердруп (1804—1876) — управлял фермой Буёй в Намдалене и добился значительного благосостояния, поскольку обустроил торговую факторию. У него было семеро детей, старший из которых — Ульрик Фредрик Сум Свердруп (1833—1914) — рано покинул дом. Ульрик обосновался в Биндале в Хельгеланде, где в качестве нанятого управляющего обустроил ферму Хорстад, достигавшую площади в 300 мол (примерно 30 га). В двадцатилетнем возрасте он женился на дочери владельца Хорстада Петрике Петерсдаттер Нейман Кноф (1831—1885), которая была двумя годами старше. 31 октября 1854 года на семейной ферме родился их второй сын, названный Отто Нейман Кноф Свердруп.

### Становление
Ферма Хорстад стала собственностью Ульрика Свердрупа в 1857 году, когда он выкупил землю, участки с лесом и рыбные ловли в устье реки Алева у своего тестя, почтмейстера Петера Рандульфа Кнофа, за 800 спесиедалеров. Поскольку на ферме были нужны рабочие руки, старшим сыновьям — Петеру Якобу и Отто — с малых лет позволялось расти на природе, чтобы мальчики приучались выживать, приобретали физические силы и умение работать в любых обстоятельствах. С десяти лет Отто приобщали к охоте, и он мог по нескольку дней пропадать в лесу или (зимой) в лыжных походах. Дед по материнской линии Петер Рандульф стал и первым учителем, который считал, что практические знания важнее языков, литературы и арифметики. Шурин Отто — Даниэль Кокк — в своей биографии воспроизвёл рассказ, как Петер учил его плавать: вывозил в Биндал-фьорд на лодке и бросал в воду, настаивая, чтобы внук доплыл за лодкой до самого берега. Если дед видел, что внуки изнемогают и могут утонуть, он затаскивал их на борт. Петер научил Якоба и Отто пользоваться столярными инструментами, обращаться с топором и ножом, чинить и шить одежду и обувь, вязать сети и канаты, ремонтировать паруса. Он же учил внуков скатываться на лыжах со склонов гор и сделал из них опытных стрелков. Первого медведя Отто добыл в четырнадцатилетнем возрасте, также он помогал рубить и сплавлять горные ели и ловить сельдь на лодке, иногда доходя до Лофотенских островов. Тогда же развились характерные для Свердрупа черты характера: крайние сдержанность в реакциях и хладнокровие в сочетании с огромной физической силой и выносливостью.
По мнению биографа Александра Вистинга, родители считали, что Отто станет фермером и унаследует семейные земли. Однако в 1871 году семью Свердрупов постигла череда несчастий: осенью в результате эпидемии умерли двое младших сыновей Рихард Йонас и Кристиан Хенрик (ранее, в 1855 году, умерли новорождённые близнецы Кристиан Хенрик и Адольф Мариус), в живых остались Якоб, Отто и сёстры Мария, Констанция и Пегги. В этих условиях старшие сыновья пожелали сделать морскую карьеру, которая была рискованной, но в перспективе могла обеспечить родителей в старости. 17-летний Отто отправился в Нерёй и нанялся на шхуну дяди Сёрена Георга Кристиана Свердрупа, на которой ходил следующие три сезона, не только в Норвежское море, но и за границу. В 1875 году отец решился на рискованное предприятие: он мобилизовал деньги всей семьи (включая приданое дочерей и взял в долг у тёщи) и продал Хорстад за 17 000 спесиедалеров. На срочном аукционе за 10 000 спесиедалеров Ульрик Свердруп купил ферму Трана, расположенную близ Стейнхьера. Её прежние владельцы разорились, восстанавливая своё поместье после пожара.
Тем временем Отто обосновался на берегу, готовясь к сдаче штурманского экзамена. Сначала он снимал комнату в Кристиании, затем в Тронхейме. Судя по переписке, на образовании настаивали родители: Отто был «более разумным», чем Петер Якоб, и мог сделать карьеру в торговом флоте; несмотря на это, к теоретическим предметам младший Свердруп относился прохладно. Мать — Петрика — в 1876 году писала Отто, что беспокоится о его успеваемости в немецком языке и послала ему учебник. Сестра Мари укоряла его, что Отто мало и неохотно пишет, а также сообщала, что сестра Пегги постоянно болеет. На Рождество 1877 года Отто также заболел, но не опасно. Тогда же в переписке с сёстрами появились упоминания о некой Хильде, которую прочили Отто в жёны. Однако не представляется возможным уточнить, была ли это его кузина из другой ветви Свердрупов или подруга Констанции и Мари Хильда Берг. За Хильдой Берг ухаживал Йохан Хогенсен — приятель, а затем зять Отто. Он же сообщал, что Свердруп мечтал приобрести маленькое промысловое судно, на которое звал и его. В городе Отто явно не избегал случайных связей, но не торопился вступать в брак. Летом 1877 года братья Свердрупы в Осе купили лодку и решили спуститься по Гломме, несмотря на опасность порогов и водопадов. В конце концов они перевернули лодку, с трудом выплыли, но всё-таки поставили своё судёнышко на киль и довели дело до конца, даже сделавшись героями газет. Приключение не помешало получить диплом штурмана и степень магистра. Переписка 1878 года свидетельствует, что Отто пытался начать собственное дело: свою долю семейного состояния он вложил в фирму по ловле сельди в Колверейде, поручителем выступил его дядя по материнской линии. У фирмы был маленький пароход «Трио», капитаном которого стал Свердруп. Однако уже через несколько недель произошла авария парового котла, потребовавшая полной его замены; далее сломалась паровая машина. Несмотря на получение государственной субсидии (10 000 крон, выделенных постановлением стортинга), в 1879 году компания обанкротилась, а пароход удалось продать с убытком. Тем не менее штурман Свердруп получил самые высокие оценки за профессионализм и бдительность. Зимой 1880 года он ходил на рыбацком судне «Вандринген», принадлежавшем его дяде У. Свердрупу, в Хельгеланд. Далее он несколько лет ходил в рейсы до Вест-Индии и даже получил предложение от судовладельца войти в дело, но для этого следовало жениться на его дочери. По утверждению Д. Кокка, та была красавицей, но не пришлась Отто по душе. 26 октября 1884 года шхуна «Карл Мартин», на которой служил Свердруп, потерпела кружение у Мэйбола в Шотландии. Благодаря его усилиям команда из шести человек была спасена (и даже накормлена), хотя капитан Нильсен заперся в каюте с молитвенником, и Отто силой вытащил его. Рядом находился замок Калеан, чей владелец Арчибальд Кеннеди приютил норвежцев. Через полгода после спасения Отто скончалась его мать Петрика.

## В Арктике с Фритьофом Нансеном (1888—1896)

### Знакомство
Во второй половине 1880-х годов Отто Свердруп так и не смог найти своего места в жизни и брался за любые предложения, даже самые рискованные. Получив капитанский диплом, он откликнулся на объявление Норденфельта и отправился в Гётеборг, где участвовал в испытаниях одной из первых подводных лодок, построенных по заказу греческого правительства. Это укрепило его репутацию в Норвегии. В конце 1887 года Свердруп окончил сезон на маленькой шхуне, на которой служил за 80 крон в месяц и продовольственный паёк. Во время ожидания новой вакансии в Тране сёстры и невестка Отто Кайя Кристин уговорили его совершить лыжный переход через горы из Бейстадена в Намсус. Хотя дамы были относительно опытными лыжницами, последние полмили их пришлось в буквальном смысле тащить на себе. История попала в местную газету «Трёнделаг» и обратила на себя внимание поверенного магистрата в Намсусе Александра Нансена, который подыскивал опытных лыжников для своего брата Фритьофа. Тот собирался пересечь Гренландию по ледниковому покрову. Свердруп произвёл на Александра неизгладимое впечатление; по его совету Отто 8 февраля 1888 года телеграфировал Фритьофу из Стейнхьера, приложив рекомендации главы лыжного клуба Трёнделага, а также врача. Из этих документов следовало, что Свердруп отбыл воинскую повинность в качестве рядового, что он вынослив, отличный лыжник и специалист по выживанию в лесу, «образован и приятен в общении, с ним легко ладить». Александр Нансен совершил со Свердрупом несколько лыжных походов и 20 февраля настойчиво рекомендовал брату кандидатуру Отто, особенно напирая на его хладнокровие, бесстрашие и выносливость. До сведения Отто Свердрупа довели, что Фритьоф Нансен ожидает полного подчинения (Отто был на семь лет его старше), а также то, что тяжёлые грузы придётся тянуть самим участникам экспедиции.
К середине марта принципиальные вопросы были решены по переписке, и Свердруп сообщил Нансену, что хотел бы встретиться лично, но не имеет денег для поездки в Кристианию. Вероятно, он был безработным: обычно в межсезонье Отто устраивался на лесопилку, но в тот момент из-за экономического кризиса она закрылась. 4 апреля пришёл перевод на 50 крон, которых должно было хватить на дорогу и размещение. Отто Свердруп привёл в команду арендатора своего отца с фермы Трана — Кристиана Кристиансена, которому Ульрик Свердруп неохотно дал полугодовой отпуск. Прибыв в Кристианию, Свердруп сразу получил множество поручений по снаряжению экспедиции и встречал на вокзале последних участников команды — саамов Балто и Равну.

### На лыжах через Гренландию

#### Переход через ледник
Команда Нансена в начале мая отплыла из Кристиании в Лейт, откуда 9 мая на датском пароходе «Тюра» отправилась в Рейкьявик, куда прибыла 18 мая. Здесь предстояло сесть на борт тюленебойного судна «Язон» из Саннефьорда; командовал им Мориц Якобсен. Из-за штормовой погоды взойти на борт удалось лишь 4 июня. 17 июля шхуна находилась у восточного побережья Гренландии под 65° 30' с. ш., но капитан категорически отказался войти в зону дрейфующих льдов. Экспедиция располагала лодкой, Якобсен подарил ей лёгкий катер, что повышало шансы на выживание. Нансен, Кристиансен и Балто погрузились в одну лодку, на второй шли Свердруп, капитан Дитриксон и Равна. Вскоре стало ясно, что сил гребцов не хватает, чтобы противостоять мощному течению, вдобавок сплочённые поля пакового льда грозили разбить шлюпки. Попасть в Сермилик-фьорд, который был исходной точкой похода, было невозможно: всего за сутки шлюпки снесло на 40 км. Пришлось вытащить лодки на ледовое поле и ожидать, когда его прижмёт к побережью. Вскоре разразился шторм, валы морской воды переливались через гряды торосов, Балто и Равна спрятались в лодку и читали Новый Завет на своём языке, готовясь к смерти. По воспоминаниям Нансена, в ураганную ночь на вахту встал Свердруп, и его хладнокровие внушило уверенность остальным участникам команды. В общей сложности команда Нансена прошла 400 км к югу на ледовом поле, потеряв значительную часть полярного лета. Высадиться удалось у южного склона ледника Пуисорток близ мыса Агунак. Вскоре появились двое эскимосов на каяках, которые пригласили норвежцев в своё стойбище. Биограф Александр Вистинг утверждал, что передышка и столкновение с социальной жизнью, пусть у первобытного народа, помогли подготовить полярников к грядущим трудностям. Для Нансена и Свердрупа этнографические наблюдения были важны для понимания методов выживания эскимосов в Арктике. После передышки норвежцы ещё двенадцать дней шли на шлюпках вдоль берега на север и, наконец, 10 августа достигли фьорда Гюльденлевес, близ Умивика, в точке 64° 23' с. ш., всего пройдя в ледовых полях более 800 км.
В первый день Нансен и Свердруп попытались на снегоступах найти подъём на ледник и убедились, что поверхность вполне проходима. Поднявшись на 1000 м над уровнем моря, Нансен провалился на снежном мосту над ледниковой трещиной, кроме того, оказалось, что днём снежная поверхность ледника подтаивала на солнце, и передвигаться лучше по ночам. Переход всей команды начался в девять часов вечера 15 августа 1888 года. Сани были перегружены, на каждого приходилось более 100 кг груза, поэтому подниматься пришлось челночным способом. Несмотря на проливные дожди, за два дня удалось подняться на ледниковое плато и двинуться на запад. 42-дневный переход оказался тяжёлым: из-за почти нулевой влажности воздуха полярники страдали от жажды, не имея лишнего топлива на растопку льда, приходилось набивать снегом фляжки и оттаивать воду теплом своего тела. Саамы страдали от снежной слепоты; горное солнце обжигало кожу на лице; Кристиансен повредил колено при падении, и несколько дней пришлось его везти на нартах. 28 августа Свердруп измерил барометром высоту 1990 м над уровнем моря. Поскольку установились сильные ветра, единственный профессиональный моряк в команде предложил связать два «парома» из трёх и двух нарт, оснастив их парусами из брезентового пола палатки. Чтобы их сшить, пришлось работать с иголкой голыми руками в течение семи часов. Вскоре ветер сменился на встречный, из-за чего сократились переходы, и было решено повернуть в сторону Готхоба. Судя по отчёту Нансена, экспедиционеры страдали от голода: вместо заказанного пеммикана была поставлена сушёная говядина, почти не содержавшая жира. Свердруп предложил Нансену употребить в пищу сапожную мазь на основе льняного масла. Вскоре поднялся попутный ветер, под парусами возросла дистанция переходов.
5 сентября была достигнута высота 2720 м, измеренная при помощи гипсометра. Снег больше всего напоминал песок пустыни и сильно мешал скольжению. Ночные холода усиливались, вдобавок увеличилась амплитуда: в солнечный полдень при температуре воздуха −10 °C в тени измерения давали −30 °C. Попытки измерить ночную температуру не дали результатов, потому что шкала ртутного градусника заканчивалась −37 °C. Лишь 11 сентября путешественники заметили, что поверхность ледника явно уклоняется по их курсу, стало больше ледниковых трещин; температура поднялась до −17 °C. За обедом Свердруп заявил, что слышит птичий щебет и действительно увидел снежного воробья, который сел на нарты. На следующий день поднялся юго-восточный ветер, перешедший в шторм.
- Отто Свердруп в Гренландской экспедиции
- Участники команды подходят на шлюпках к Умивик-фьорду
- Нансен и Свердруп буксируют нарты
- Старт после ночёвки
- Свердруп у самодельной лодки

21 сентября 1888 года путешественники добрались до бесснежного южного побережья Амераликфьорда. Нансен был так измучен, что забыл завести хронометр, и он остановился, но это уже было неважно. Главной задачей было раздобыть пресной воды и какой-нибудь дичи. Следы показывали, что в этой местности водятся олени. Чтобы добраться на другой берег фьорда, было решено построить импровизированную лодку из палаточного тента, деталей нарт и срубленных сучьев тундровой растительности. Она имела 2,56 м в длину, 1,42 м в ширину и 61 см высоты от киля до кромки борта. 28 сентября Нансен и Свердруп пустились в путь по морю. Лодка оказалась достаточно мореходной, но каждые десять минут приходилось вычерпывать воду. На северном берегу Амераликфьорда Свердруп застрелил шесть сизых чаек, которые были съедены на месте. Позднее, когда у Отто спросили, потрошили ли они дичь, он ответил, что Нансен «что-то тащил, вероятно, кишки; но лучшего я никогда не ел». На берегу были заросли водяники — первой за много месяцев свежей растительной пищи. Далее было решено не становиться на ночёвку, а грести до человеческого жилья. Оказалось, что в Ивигтуте в 70 милях стоял пароход «Фокс», последний в сезоне, но экспедиционеры до него уже не успевали. Судя по дневнику, Свердруп не особенно беспокоился из-за зимовки в Гренландии, поскольку гонец-эскимос брался передать на пароход письмо, адресованное отцу. 11 октября команда в полном составе воссоединилась в Готхобе. Согласно позднейшим воспоминаниям Свердрупа, путешественники были крайне истощены: у Нансена проявились симптомы цинги, а шею Дитриксона «можно было обхватить пальцами».

#### Зима в Готхобе и возвращение
На зимовке команда разделилась: Нансена, Свердрупа и Дитриксона поселили в доме управляющего колонией, тогда как Балто, Равна и Кристиансен сняли на троих комнату в доме старого врача. Судя по позднейшим воспоминаниям, Свердруп тоже хотел поселиться у врача, у которого была менее формальная атмосфера. Путешественники пользовались гостеприимством датчан и эскимосов, в воспоминаниях постоянно упоминаются карточные игры, танцы под скрипку и пение. Нансен воспользовался незапланированным досугом, чтобы изучить образ жизни коренных гренландцев и оценить изменения, принесённые европейцами. Свердруп заинтересовался изобретениями эскимосов для морской охоты и рыболовства, в первую очередь каяками. Искусством управления этим судёнышком Фритьоф и Отто овладели в равной степени. Свердруп потом говорил, что управление каяком требует предельной концентрации и отличной координации движений. К весне путешественники овладели этим искусством, кроме Балто, который назвал байдарку «лодкой дьявола». Отто первым обзавёлся собственным каяком, а потом заказал ещё один, и привёз их в родительский дом в Трану. Получил он и эскимосское имя: Акорток, что означало «судоводитель». 15 апреля 1889 года из Дании пришёл первый в новом сезоне пароход «Видбьорн», на котором экспедиционеры 21 мая прибыли в Копенгаген.
- Завершение Гренландской экспедиции
- Готхоб в конце XIX века
- Экспедиционеры на каяках
- Возвращение на родину
- Дома у Августина Гамеля — главного спонсора экспедиции

В Копенгагене Свердруп повсюду сопровождал Нансена и впервые оказался в ином для себя социальном окружении. Они были приняты в доме спонсора похода — торговца колониальными товарами Августина Гамеля, в Датском географическом обществе и удостоились королевской аудиенции. Возвращение в Кристианию 30 мая вызвало небывалый ажиотаж: в городе собралось почти 50 000 встречающих, из крепости Акерсхус был дан артиллерийский салют. Путешественники напомнили своим соотечественникам о временах викингов, когда Норвегия была независимой северной державой. 6 июня в Кристиании был устроен парад, на котором был представлен корабль викингов, чучело белого медведя и муляжи ледяных глыб, на которых разместили экспедиционное снаряжение.

### Планы. Женитьба
После окончания торжеств в столице Отто Свердруп и Кристиан Кристиансен отправились в Стейнхьер, где были приняты с неменьшим размахом: были устроены карнавал и торжественное шествие. 19 августа Свердруп написал Нансену, поздравляя его с грядущей женитьбой на Еве Сарс, дочери известного зоолога. По мнению А. Вистинга, в эти дни 35-летний Свердруп пересматривал свои планы, поскольку в письме Нансену упоминалась и грядущая экспедиция на Северный полюс. Отто требовалось зарабатывать на жизнь, и он заключил годовой контракт с водолазной компанией в Кристиании, заняв место командира на спасательном боте «Pluggen», который в основном базировался в Клевене. Это способствовало укреплению репутации Свердрупа, но совершенно не устраивало самого Отто. Нансену он писал, что быть привязанным к порту и «возиться со старым железом» означает обречь себя на «тоску по лесам и горам».
30 января 1890 года датировано письмо соратника по Гренландии Дитриксона, который писал Свердрупу, что австралийское правительство задумало экспедицию в Антарктиду, на командование которой претендовал барон Норденшельд. К Нансену тоже обращались с этим предложением, но он немедленно его отверг. Фритьоф в феврале огласил проект собственной экспедиции на специально сконструированном судне, которое следует вморозить во льды и совершить дрейф по полярным течениям. 6 марта Нансен обратился к ведущему кораблестроителю Норвегии Колину Арчеру, поскольку правительство гарантировало финансирование в размере 200 000 крон. 30 июня 1890 года вопрос рассматривался стортингом и был решён положительно. Наконец, осенью 1890 года к предприятию был подключён и Свердруп, который побывал в семейной усадьбе Нансена в Люсакере. В тот период Отто оказался на распутье: ему предлагали должность в Намсусе, но он рассчитывал стать капитаном нансеновского корабля. Далее в третий день Рождества в семье Нансенов произошла трагедия (у Евы родился мёртвый ребёнок), но Свердруп не покинул столицу, ибо в его переписке впервые появляется инициал «G.» — Андреа Грета Энгельшён. Определённее планы стали в феврале 1891 года, когда Свердруп стал полноправным участником конструкторского бюро Арчера вместе с Нансеном и с лета стал официальным заместителем главы экспедиции. Именно Отто предложил оснастить будущее судно как шхуну, чтобы минимизировать команду. На июль была запланирована его командировка в Германию для закупки строительных материалов.
18 августа 1891 года Отто отправился в Штеттин, где пробыл три недели, главным образом, для закупки гринхарта — южноамериканской твёрдой древесины для внешней обшивки ледового корабля. При этом он не писал писем и не слал телеграмм, так что Арчер 11 сентября сообщал Нансену, что обеспокоен, ибо аукцион давно прошёл. Оказалось, что Свердруп считал сообщения напрасной тратой времени и денег. Сразу после возвращения из Германии, 7 октября 1891 года Отто Свердруп обвенчался в Кристиании с Гретой Энгельшён, которая была его дальней родственницей. Свадьба была скромной, отец Отто не приехал из Траны, Кристиан Кристиансен ограничился поздравительной телеграммой. Колин Арчер узнал о церемонии спустя полторы недели, когда Нансен поведал, что медовый месяц молодые проводят на охоте. После его окончания Нансен и Свердруп подписали контракт на 10 000 крон, которые будут выплачены его жене или будущим потомкам после отбытия экспедиции. Свердруп был нанят в штат экспедиции на шесть лет с годичным жалованьем в 5000 крон, не считая премии в 4000, что в сумме давало 34 000 — значительно больше, чем он мог получать на капитанском посту. Свердруп постоянно находился на верфи в Ларвике, осуществляя присмотр за строительством полярного судна.

### На «Фраме» через льды Центральной Арктики

#### Первый сезон
22 сентября 1892 года произошла первая серьёзная размолвка Нансена и Свердрупа по финансовым вопросам: бюджет более чем вдвое превысил выделенные суммы, комитет экспедиции не обещал исполнения обязательств по контракту. Арчер сообщал Нансену, что Свердруп был очень огорчён, потом заболел и надолго самоустранился от дел снаряжения корабля. Спуск на воду прошёл 26 октября 1892 года, Ева Нансен нарекла судно «Фрамом». Свердрупа не было на церемонии, но он пришёл на частный приём дома у Нансена, что свидетельствовало об улучшении отношений. Александр Вистинг утверждал, что Нансен нуждался в Свердрупе: хотя Фритьоф хотел набрать команду из интеллектуалов, имевших экспедиционный опыт, ему не удалось подобрать в команду равных себе в интеллектуальном отношении людей. Нансен был эмоциональным, не переносил критики и был подвержен перепадам настроений. Свердруп превосходил его в психологической устойчивости и наборе экспедиционных навыков и при этом интуитивно понимал, когда ему следует подчиниться Нансену или отойти в сторону. Отплытие было запланировано на 24 июня 1893 года, перед этим стортинг ассигновал дополнительно 80 000 крон на покрытие срочных долгов, остальное восполнили спонсоры. Все расходы составили 444 000 крон, и казначей экспедиции Александр Нансен свидетельствовал брату, что положение с деньгами не является критическим. Отход из Кристиании превратился в национальный праздник, при этом успех будущей экспедиции связывался с возрождением национального духа норвежцев, чья страна находилась тогда в унии со Швецией.
После окончания ходовых испытаний Свердруп удалился в отцовское имение Трана, желая как можно больше времени провести с женой и новорождённой дочерью Одхильд, которая появилась на свет 31 марта 1893 года. К Отто присоединились все сёстры, отец Ульрик сопровождал его до Тронхейма. Загрузкой и отплытием «Фрама» из Кристиании руководил премьер-лейтенант Сигурд Скотт-Хансен (который был и самым молодым участником экспедиции, и самым старшим по званию). Свердруп покинул родной дом 5 июля. Его экспедиционный дневник начинается с этого дня. 14 июля он получил два письма от Греты и в дневнике выражал надежду, что для жены время пройдёт быстрее, чем для него. Во время пребывания в Вардё — последнем порту на родине — команда пустилась в загул. Нансен и Свердруп очень серьёзно восприняли эти события. В капитанском дневнике описано, как пьяный штурман Якобсен организовал уличное шествие, за которое Свердруп испытывал стыд. Следовало опасаться дисциплинарных проблем и в будущем. Наутро 22 июля удалось поднять для работы с буксиром и парусами только четверых или пятерых людей. В тот же день Нансен обнаружил исчезновение бутылки пива из корабельных запасов, вызвал команду на палубу и устроил разнос (исключением был только Юхансен, который не мог отлучиться из кочегарки). Электрик Бернар Нурдал в своей книге предположил, что виновником был механик Антон Амундсен или кок Адольф Юэлл, наиболее склонные к запоям. Этот инцидент не упоминался в дневнике Свердрупа, но биограф А. Вистинг считал, что «он стоял за плечом Нансена, если только не был инициатором». Главной задачей было обозначить границы субординации и показать пример дисциплины.
- Отто Свердруп в экспедиции Нансена
- Нансен и Свердруп на ахтердеке «Фрама»
- Капитан Свердруп в своей каюте
- Игра в карты в кают-компании
- Парад перед лыжной гонкой

Успешно пройдя Северным морским путём до Новосибирских островов, в октябре 1893 года «Фрам» начал дрейф в паковых льдах в точке 79° 11' с. ш. Главной задачей руководителя экспедиции было поддержание оптимизма у людей, для чего служила разнообразная физическая и научная деятельность. Свердруп распорядился разобрать и законсервировать паровую машину, в машинном отделении оборудовали мастерскую. Нансен и Свердруп взяли множество материалов и полуфабрикатов, чтобы изготовить большую часть снаряжения на месте. Нансен и Скотт-Хансен приступили к круглосуточным метеорологическим и магнитным измерениям, ассистентом метеоролога был назначен кочегар Юхансен. Нансен брал пробы придонного грунта, измерял температуру и солёность морской воды, наблюдал за ростом льдов. От навигационных наблюдений зависело настроение экипажа, поскольку именно скорость дрейфа определяла срок возвращения на родину. Дрейф не оправдал надежд Нансена: в ноябре «Фрам» находился на 77° 43' с. ш., то есть южнее, чем месяц назад. Депрессия Нансена сразу сказалась на моральном климате: вся команда жила в одном помещении (офицеры в одноместных каютах, рядовые в четырёхместных, выходящих в общую кают-компанию). Нансен раздражался по любому поводу и стремился контролировать каждый шаг подчинённых, вплоть до выбора обеденного меню. Дневник Свердрупа более оптимистичен: капитан фиксировал общее благополучие на борту и выражал надежду, что льды вернут их в Норвегию к осени 1895 года. Александр Вистинг специально исследовал методы руководства Свердрупа. Оказалось, что на «Фраме» действовали две системы: вертикальной субординации по Нансену и горизонтальной — капитанской. Если Нансен руководил публично, созывая общие собрания или вывешивая объявления в кают-компании, то Свердруп предпочитал отдавать распоряжения наедине, у себя в каюте. Для норвежцев индивидуальное соперничество позволяло достигнуть психологической разрядки, поэтому в декабре 1893 года было объявлено несколько состязаний: от лыжных гонок и стрельбы до игры в карты на свежеиспечённый хлеб. Секретарём спортивного клуба, который присуждал призы, был гимнаст Юхансен. Круг постоянного общения капитана Свердрупа включал Юхансена, Скотт-Хансена и доктора Блессинга. Доктор записал в дневнике, что однажды, когда они были одни в столярной мастерской, капитан неожиданно спросил, сколько раз тот был влюблён, после чего Свердруп и Блессинг «как старшеклассники» рассказывали друг другу о своих любовных победах.

#### Сезон 1894—1895 годов
Новогодние записи в дневнике Свердрупа показывают меланхолию и тоску по Грете и Одхильд. Параллельно, основываясь на измерениях глубины, капитан сделал открытие: на месте предполагаемого ранее мелководного полярного бассейна обнаружился океан со средней глубиной более 2100 м, максимально измеренная глубина составила 3475 м. Именно это объясняло наблюдаемую картину дрейфа. Нансен высказал опасение, что если скорость дрейфа останется прежней, на пересечение ледовитого океана уйдёт семь или восемь лет; расчёты они делали в каюте Свердрупа, не посвящая в них экипаж. Несмотря на полярную ночь, в окрестностях «Фрама» встречались полярные медведи, на которых капитан охотился, выразив удивление в дневнике от 23 января 1894 года, что столь крупный экземпляр встретился под 79°41' с. ш. Когда начался полярный день, в апреле 1894 года «Фрам» пересёк 80° с. ш. Полярное лето было тёплым, вокруг корабля образовались озёра талой воды, по которым можно было плавать на каяках. Талые воды изобиловали живностью, которую изучали в микроскоп Нансен и Блессинг. В июне «Фрам» достиг 81° с. ш., однако Нансену и Свердрупу уже было ясно, что льды не вынесут корабль к Северному полюсу. В этих условиях Нансен стал обдумывать план автономного санного похода, а Свердруп мобилизовал команду для подготовки эвакуации на случай гибели судна. Была начата выделка шести новых нарт и стольких же пар лыж. На льду развернули мастерскую по производству каяков, названную «Конкордия»: Свердруп и Нансен убедились, что талый лёд потребует и плавсредств.
Обстановка на борту не была идиллической: в дневниках членов команды упоминается о трёх или четырёх драках во время первой зимовки. Юхансен считал, что это «смешно», но Свердруп и Нансен не могли допускать анархии. Отто не упоминал в дневнике о конфликтах, вероятно, считая это прерогативой самого Нансена. Он взял на себя роль теневого лидера, который в беседах один на один смягчал последствия авторитарного руководства Фритьофа. Поскольку цель и будущее экспедиции были неопределёнными, росло подспудное напряжение. Блессинг в летнем дневнике описывал Нансена как «сварливого и мелочного». Свердруп в этой ситуации не придерживался единой стратегии, меняя поведение в разных инцидентах. Нансен фиксировал в дневнике, что когда летом подрались матросы Мугста и Бентсен, Свердруп сделал вид, что ничего не заметил. 28 августа началась подготовка ко второй зимовке, и тогда же Нансен окончательно принял решение покинуть «Фрам» и пойти к полюсу на лыжах и нартах. Решение Нансена передавало всю власть на судне Свердрупу (они не могли вместе пойти к полюсу) и ставило вопрос о его спутнике. Скотт-Хансен и Блессинг считали себя достойными этой цели. Однако Нансен и Свердруп единодушно остановились на кандидатуре Юхансена, переговоры с которым начал капитан. В дневнике Нансена от 19 ноября 1894 года содержится уверенность, что план осуществится. После личного общения с Нансеном Юхансен сразу дал согласие.
Четыре месяца с ноября 1894 по февраль 1895 года были посвящены лихорадочным сборам. Датой выхода Нансена и Юхансена назначили 20 февраля 1895 года. В дневнике Свердруп выражал уверенность, что у команды «Фрама» хватит умений и сил, чтобы дойти до Земли Франца-Иосифа, если судно будет потеряно. Нансен едва не испортил всё: вероятно, он испытывал сильнейший стресс и неуверенность, поэтому не доверял никому, вмешивался в детали снаряжения, в которых мало что смыслил, действовал напористо и не останавливался перед скандалами. Штурман Якобсен в дневнике очень сурово отозвался о стиле руководства Нансена. В ноябре Свердруп слёг с «катаром желудка», который Блессинг прекратил с помощью диеты из овсянки и сырой медвежатины.
В новогоднюю ночь Свердруп вновь писал о тоске по Грете и Одхильд, а также отмечал, что все на борту счастливы, что Нансен уходит. В половине пятого утра 3 января начались сильнейшие за всю экспедицию ледовые сжатия, ледовое поле, в которое «Фрам» был вморожен, раскололось, с трудом удалось спасти ездовых собак, блокированных в будках на льду. Сжатия возобновились в субботу, 5 января, причём на судно пошли валы торосов, угрожавших затоплением. Форма корпуса позволяла выжимать корабль из зоны напора льда, но если бы торосы обрушились на палубу, с дополнительным грузом это было невозможно. Команду срочно спустили на лёд, развернули палатки, и все готовились к худшему. После обеда 5 января сжатие прекратилось, и Свердруп решил подняться на камбуз и помыться, рассудив, что неизвестно, когда это будет возможно в следующий раз. После возобновления сжатия ему пришлось мокрым бежать на воздух, прихватив меховую одежду и спальный мешок. К полуночи сжатие окончательно завершилось, и экипаж вернулся в каюты. Ночью все спали одетыми, готовые к немедленной эвакуации. Вахтенного обязали первым делом сбросить на лёд походную кухонную утварь. Ситуация была близка к катастрофической: под килем «Фрама» образовалась ледовая подушка толщиной не менее 2—3 метров (и образовался крен), корпус окружали гряды торосов, а выжатый лёд доходил до релингов, то есть почти вровень с палубой. Поскольку наступило полнолуние, Свердруп сфотографировал погребённый подо льдом корабль. Близость гибели заставила его задуматься о написании собственной книги, тем более, что публикации Нансена о Гренландской экспедиции сделали его богатым человеком. 30 января Свердруп зафиксировал в дневнике, что будет писать книгу о событиях после отправления Нансена. Сам Фритьоф считал, что будет достаточно приложения к общему отчёту об экспедиции. Поскольку Свердруп не питал иллюзий в отношении своих писательских талантов, он договорился с Блессингом о соавторстве. 1 февраля они подписали контракт, что в случае получения гонорара в 20 000 крон две трети достанется Свердрупу и треть Блессингу. Если сумма будет больше, то разница останется пропорциональной — в пользу капитана, а если превысит 40 000 крон, то будет поделена пополам. Впрочем, Блессинг сетовал в дневнике, что «продешевил».
Обстановку, сложившуюся на «Фраме» перед выходом Нансена, Свердруп сравнил в дневнике с «сумасшедшим домом». Команда была близка к бунту, и капитан выражал надежду, что всё образуется к лучшему без Нансена. Во время обеда 26 февраля 1895 года Нансен официально передал Свердрупу командование и инструкцию, которая удостоверяла его полномочия. Однако старт сорвался из-за аварии перегруженных нарт, вдобавок у Нансена обострился прострел. Взбешённый Свердруп писал в дневнике, что «Нансен напоминал тряпку», а Блессинг усомнился, что Фритьоф действительно сможет перенести условия экстремального похода. Через два дня выход повторили на шести нартах, но всего через четыре часа стало ясно, что собак для этого слишком мало. Свердруп, который отправился провожать Нансена и Юхансена, приказал возвращаться. В дневнике доктор написал, что «способность Нансена переносить холод и трудности, примерно такие же, как у маленькой девочки». Наконец, после радикальной перепаковки имущества и сокращения веса (за счёт меховой одежды и корма для собак) 14 марта 1895 года Нансен и Юхансен выступили окончательно. Свердруп проводил их на расстояние мили, а до первой ночёвки полярников сопровождали Скотт-Хансен, гарпунщик Хенриксен и матрос Мугста.

#### «Фрам» под командой Свердрупа
Оставшись руководителем экспедиции, Свердруп заставил команду очистить «Фрам» от торосов, заложить эвакуационный склад на льду (с запасами пищи и топлива на шесть месяцев), а также ввёл ежедневные лыжные прогулки, чтобы держать людей в форме. Тем не менее настроение команды изменилось мало. В апреле Мугста и Нурдал поругались, а далее начали драку, в которую Свердруп вмешался. Празднование дня норвежской конституции 17 мая сопровождалось возлияниями, из-за чего вновь возник конфликт, сопровождаемый дракой. Свердруп не упоминал об этом в дневнике, вероятно, считая, что людям надо «выпустить пар». В дневнике от 18 мая фиксируется только головная боль из-за чрезмерно выпитого накануне. 5 июля Скотт-Хансен спустил в озеро талой воды вновь построенный каяк, далее Скотт-Хансен и Хенриксен пошли под парусом на промысловой шлюпке из комплекта «Фрама». В тот же день подрались матрос Мугста и швед-кузнец Петерссен, которые не подчинились приказу командира. В дневнике Свердруп с досадой писал, «какой смысл заботиться о таких людях». Дрейф продолжался успешно, и никто на борту не сомневался, что экспедиция вернётся домой к осени 1896 года, но командир беспокоился, какова будет обстановка во время полярной ночи.
1 сентября Свердруп отпраздновал день рождения своей жены, надев парадный костюм с крахмальным воротничком и манишкой. Блессинг беспокоился, не начнётся ли на борту эпидемия цинги, и предупреждал, что общая раздражительность, возможно, является симптомом. Прошло больше года с тех пор, когда была возможна охота, а свежего мяса птиц, подстреленных летом, было слишком мало. Вскоре произошла стычка Петерссена и кока Юэлла, после чего швед схватился за молоток, но его перехватил Скотт-Хансен, а командир свёл вниз и водворил в машинное отделение. Этот инцидент не имел последствий. Дневниковые записи Свердрупа стали более подробными, вероятно, он воспринимал их как материал для будущей книги. Записи свидетельствуют, что капитан крайне низко оценивал своих людей, электрика Нурдала описал как «некомпетентного во всём», ещё нескольких матросов как «ворчунов». Полностью он мог положиться только на Скотт-Хансена, тогда как с Блессингом произошла катастрофа. Доктор очень плохо себя чувствовал, а на его 29-й день рождения (29 сентября) открылось, что ещё с конца июля Блессинг стал колоть себе морфин, делая инъекции по 3—4 раза в сутки, и не мог уменьшить дозу и тем более отказаться от наркотика. Свердрупу пришлось забрать ключи от судовой аптеки. В дневнике он рассуждал как прагматик: в случае гибели «Фрама» врач-наркоман резко снижал шансы команды на выживание. Поведение доктора было названо «легкомысленным», капитан заставлял его выходить из каюты и совершать лыжные прогулки, выдавая только дозу, необходимую, чтобы пережить абстинентный синдром. Полярная ночь началась в понедельник, 7 октября 1895 года, и Свердруп писал в дневнике, что она будет «самой длинной, какую только может пережить человек».
В зимнем дневнике Свердрупа чаще всего упоминались врач Блессинг и штурман Якобсен. Переселившись в бывшую каюту капитана (Отто переехал в освободившееся помещение Нансена), штурман погрузился в лень. Сильное раздражение капитана вызвало его требование выдать штаны из волчьего меха: получив искомое, Якобсен стал объектом насмешек Юэлла и Бентсена, после чего кок объявил капитану, что Нансен предоставлял команде больше свободы. Свердруп в этой ситуации не стал испытывать своего авторитета и работал с людьми поодиночке, в своей обычной манере. С сентября на должность кока был поставлен Петерссен. Настроение людей сильно зависело от скорости дрейфа, а в ноябре господствовали западные ветры. Блессинг откровенно сказал командиру, что боится умереть раньше, чем «Фрам» вернётся на родину. 28 февраля 1896 года появились медведи: прошло 16 месяцев с момента, когда был добыт последний медведь и уже 14 месяцев команда «Фрама» не пробовала свежего мяса. Во время охоты Блессинг попытался поучить Якобсена обращаться с собаками, после чего штурман разбил врачу челюсть. Присутствовавший при этом Скотт-Хансен не вмешался и признался капитану, что Блессинг уговаривал его взломать судовую аптеку. Хотя врача отлучили от морфина, но он продолжал употреблять лауданум и кокаин. Якобсена вызвал к себе Свердруп и настоял на публичных извинениях, которые штурман принёс за обедом. Блессинга Свердруп взял на лыжную прогулку и заставил поклясться в полном воздержании. Только к маю врач немного оправился и возобновил регулярные измерения физических параметров экипажа.
- Экспедиция на «Фраме» под управлением Свердрупа
- «Фрам» после сильных ледовых сжатий
- Каркас для каяка, установленный на нарты
- Очистка «Фрама» от торосов
- Магнитная обсерватория Скотт-Хансена

Упаднические настроения экипажа сменились надеждой, когда 19 мая открылась широкая полынья-канал и была запущена паровая машина. Далее пара месяцев прошла в напряжённых работах на льду, сменявшихся противными ветрами. 6 августа 1896 года Свердруп перестал вести дневник, и лишь после полуночи 13 августа «Фрам» завершил 1041-дневный дрейф, выйдя на чистую воду. В семь часов утра встретили шхуну «Сёстры» капитана Бутулфсена из Тромсё, который ничего не мог сообщить о судьбе Нансена и Юхансена. Далее пошли на остров Датский, где встретили экспедицию инженера Андре, который стремился достигнуть полюса на воздушном шаре. Пополнив запас угля и пресной воды, команда Свердрупа вышла в море и в два часа ночи 20 августа вошла в гавань Шервёя. Блессинг, Свердруп и Скотт-Хансен сошли на берег и разбудили почтмейстера, который и поведал, что Нансен и Юхансен вернулись невредимыми неделю назад.

## Между экспедициями (1896—1897)

### Триумфальное возвращение. Сезон 1897 года
В десять часов утра 20 августа 1896 года «Фрам» был взят на буксир лайнером «Конунг Хальфдан», на борту которого было 600 встречающих; полярный корабль был отведён в Тромсё. 21 августа в город прибыла яхта «Отария», на борту которой были Нансен и Юхансен: после 17 месяцев разлуки команда вновь была в сборе. Дальнейший переход превратился в непрерывную череду праздников. Свердруп в марте 1895 года отправил письмо отцу, взятое с собой Нансеном, оно достигло адресата 24 августа — уже после возвращения всей команды. Грета Свердруп прибыла на «Фрам» в Тронхейме, где команду встречали 20 000 жителей, были устроены концерт в Нидаросском соборе (исполнялся «Landkjenning» Грига) и банкет в городском отеле; Нансена и Свердрупа толпа в буквальном смысле несла на руках. Вместе с Гретой прибыл и отец — Ульрик Свердруп, который надолго задержался на борту «Фрама», также поблагодарив Нансена, что тот вернул сына обратно. Во время празднования в Бергене, во время выступления мэра Миккельсена, Ева Нансен решительно взошла на сцену вместе с мужем, тогда как Отто и Грета Свердрупы скромно остались среди публики. Наибольший размах имела встреча в Кристиании, где собралась огромная толпа (газеты оценивали её в 40 000 человек), гимнасты образовали своими телами живую арку по пути в королевский дворец. Свердруп вместе с Нансеном получили из рук короля Оскара II знаки Ордена Св. Олафа первой степени. Общая продолжительность торжеств составила пять дней.
Отто и Грету Свердрупов пригласили на венчание Сигурда Скотт-Хансена с Анной Фугнер, при чём присутствовали Блессинг и Юхансен. «Фрам» был ошвартован в Хортене близ гарнизонной церкви. На малой родине в Стейнхьере, куда Свердрупы прибыли 6 октября, праздники длились ещё два дня, дорога, которой ехал герой, была целиком украшена флагами и иллюминирована вечером, а в конце пути была поставлена триумфальная арка. Впрочем, уже 11 октября 1896 года супруги вернулись в Кристианию.
После прибытия в Норвегию Блессинг «сорвался» и вновь стал употреблять морфий и кокаин; это ставило под сомнение их партнёрство с капитаном по описанию путешествия. По контракту дневники и фотографии Блессинга принадлежали фонду экспедиции, но это не помешало врачу начать переговоры с издательством Aschehoug, которые он вёл независимо от Свердрупа. Александр Нансен в начале октября писал брату, что о дневниках и фото Свердрупа в контракте не было сказано ничего, что было им истолковано в том смысле, что описание путешествия на «Фраме» от 14 марта 1895 по 13 августа 1896 года должно войти в книгу самого Фритьофа Нансена как приложение. Сумма гонорара предусматривалась в размере годичного капитанского оклада, тогда как Нансен мог заработать примерно в тридцать раз больше. Фотографии, сделанные Свердрупом и Скотт-Хансеном, уже были использованы для книги начальника экспедиции. В это же самое время к Свердрупу обратился Аксель Хейберг, предложив ему пройти через пролив Смита и бассейн Кейна к северному побережью Гренландии, предоставив для этого «Фрам». Собственно, спонсоры желали, чтобы новую экспедицию возглавил Нансен, что совершенно не вписывалось в его планы. Самому Свердрупу предложили возглавить Бергенское пароходство или командовать лайнером фирмы «Hurtigruten AS» для доставки туристов на Шпицберген. Это последнее предложение Свердруп принял на сезон 1897 года. За чередой праздников Свердрупу было необходимо думать о будущем своей семьи: в октябре 1897 года родился Отто Свердруп-младший.
- Возвращение «Фрама»
- Встреча в Бергене
- «Фрам» у крепости Акерсхус
- «Фрам» в гавани Кристиании
- Торжественная встреча

За летний сезон 1897 года лайнер «Лофотен» под командой Свердрупа совершил несколько рейсов из Хаммерфеста в Адвент-фьорд, перевозя множество норвежских и иностранных туристов, для которых его имя было рекламой. Туристам предлагали охотиться на тюленей, моржей, белых медведей и северных оленей, которых ещё было много на Шпицбергене. Пассажирам предоставляли охотничье снаряжение и шлюпку; капитана сопровождал гарпунщик Педер Хенриксен, который не смог ужиться на берегу. Сам Свердруп воспользовался оказией, чтобы увидеть старт экспедиции Саломона Андре на воздушном шаре «Орёл» 11 июля. Участвовал он и в охоте и однажды с Хенриксеном добыл трёх оленей, туши которых пришлось тащить на дистанцию в полторы мили. В одном из рейсов со Свердрупом пошёл и русский вице-адмирал Макаров, лично пожелавший изучить ледовые условия на Шпицбергене, для которых предназначался конструируемый им ледокол. Впрочем, Свердруп со своим заместителем — капитаном Хегге — скептически отнеслись к его замыслу.

### Ссора с Нансеном
20 апреля 1897 года датировано высокомерное по тону письмо Нансена Свердрупу, которое обозначило их разрыв на десятилетие. Фритьоф обвинил Отто в закулисных переговорах, которые велись у него за спиной. Главное обвинение заключалось в том, что Свердруп вёл финансовые переговоры, используя имя и авторитет Нансена, не договариваясь с ним. Речь шла о дополнительной государственной субсидии в 120 000 крон. Нансен через газеты уже объявил, что новая экспедиция «ничего не будет стоить государству», и напоминал, что стортинг ассигновал 48 000 крон на премии участникам экспедиции, 15 000 лично Свердрупу и ещё 20 000 на реконструкцию «Фрама». По мнению А. Вистинга, Свердруп предложил радикально переориентировать цель экспедиции, направив её для завоевания Южного полюса; затем подобную схему реализовал в 1911 году Руаль Амундсен. Нансен назвал Свердрупа слишком необразованным для задачи такого размаха. После неудачной попытки объясниться капитан заявил, что «ноги его больше не будет на пороге дома Нансена».
В 1897 году на норвежском языке и в английском переводе вышел двухтомник Нансена «„Фрам“ в Полярном море», который, по словам А. Вистинга, «установил новый стандарт для литературы об экспедициях». Эта публикация привела к новой ссоре с Фритьофом и Александром Нансенами, которых Отто обвинил в нарушении финансовых обязательств. Фритьоф в предыдущем году обещал Отто, что если доходы от книги превысят 320 000 крон, то Свердрупу будет перечислено 25 000, тем более, что в травелог вошли его текст и фотографии. В январе 1897 года Александр Нансен предложил перечислить половину суммы, остальное — в конце года. Однако после завершения сезона в «Hurtigruten» гонорар так и не поступил на его счёт, и вышел скандал. Свердруп обвинил Александра Нансена и его брата в обмане, но выплаты всей суммы так и не добился.
Нансен позволил Юхансену опубликовать собственные дневники под названием «Сам-друг на 86° 14'» (Selv-anden på 86° 14'), которые несколько дополнили основную канву нансеновского повествования и нигде ей не противоречили. Юхансен отправил рукопись Свердрупу на ознакомление, который ответил, что книга Ялмара ему понравилась больше, ибо в ней нет «нансеновских болезненных измышлений». Скандал разразился, когда в 1898 году электрик Бернар Нурдал опубликовал книгу «Фрамовцы» (Framgutterne), в которой описал Нансена в резко критическом духе. Именно он обнародовал эпизод с пивной бутылкой в Вардё и психологическое стремление Нансена заполнить собой всё пространство. Свердруп был подан в этой книге несколько односторонне: было показано, что это тихий, уравновешенный профессионал, который берёт на себя ответственность, не произнося громких слов.

Редко мы видели улыбку на его губах и редко слышали его смех. Однако из этого вовсе не следовало, что он был брюзгой и ворчуном. Напротив, он был всегда приветлив, отдавал приказы, спрашивал и отвечал всегда в присущей ему спокойной манере. Хотя он и не принадлежал к тем, кто зажигал других своим душевным порывом, зато как никто другой умел пробудить в людях уверенность и стойкость.

## Экспедиция на остров Элсмир (1898—1902)

### Первый сезон
Принципиальной особенностью новых планов Свердрупа было то, что не предполагалось достижение Северного полюса. Капитан Отто скептически отнёсся к возможности выйти на северное побережье Гренландии и получил от спонсоров экспедиции полную свободу действий на месте. Стортинг ещё в 1896 году передал «Фрам» в бессрочное пользование экспедиции и ассигновал 20 000 крон на доработки, вызванные опытом путешествия в Ледовитый океан. Весной 1897 года «Фрам» отбуксировали на верфь Колина Арчера, где была добавлена 20-метровая носовая надстройка с просторной кают-компанией, шестью индивидуальными каютами и лабораториями. Бюджет экспедиции, составленный из частных пожертвований Хейберга и братьев Рингнес, составил примерно половину от предыдущей, этого было достаточно для закупки провианта по той же номенклатуре на пять лет и оплату труда 16 членов команды. В этот раз удалось нанять профессиональных учёных — датчанина-зоолога Бая и шведа-ботаника Симмонса, в команду вошли: профессиональный геолог Схей, картограф капитан Исаксен, опытный лыжник Фосхейм и повар Линдстрём. Из ветеранов «Фрама» со Свердрупом пошёл гарпунщик Хенриксен. Средний возраст экспедиционеров составлял 28 лет, самым старшим был 43-летний капитан Свердруп. В экспедиции хотел участвовал Блессинг, и Свердруп даже направил его в Копенгаген лечиться от наркотической зависимости, но безрезультатно. Взамен капитан взял в команду однокурсника Блессинга — Йохана Свендсена, который имел экспедиционный опыт, но, как выяснилось только после выхода в море, тоже был наркоманом. Отношения между учёными и Свердрупом выстроились далеко не сразу: Бай и Симмонс опасались, что их занятия всегда будут прерываться морскими работами или охотой. Напротив, у Фосхейма с капитаном сложилась полная откровенность; по описанию А. Вистинга, их разговоры напоминали общение Свердрупа и Блессинга. Именно Фосхейму Свердруп поведал о том, что незадолго до отплытия скончался его 45-летний брат Петер Якоб, который дослужился до капитана на линии Порт-Луи — Моулмейн.
Экспедиция вышла в море в день Святого Ханса (24 июня 1898 года) — ровно через пять лет после начала первого путешествия на «Фраме». Перегруженный «Фрам» плохо управлялся и был очень валким из-за формы своего корпуса, рассчитанного на давление льдов. Команда сильно страдала от морской болезни; берега Гренландии увидели 18 июля. До 4 августа шли по датским поселениям, загружаясь углём и приобретая гренландских ездовых собак. Свердруп ценил этих животных выше, чем сибирских. Однако команду ужаснуло, когда одна из сук съела новорождённого щенка своей соседки. После посещения мыса Йорк заболел механик Нёдтведт, доктор Свендсен опасался пневмонии. Именно это заболевание определило отказ капитана от похода на север, где была нужна каждая пара рабочих рук. Команда сразу же занялась заготовкой моржей, которых поблизости было множество: собакам, которые быстро размножались, требовалось много корма. 21 августа из-за сильного шторма пришлось искать укрытия у острова Элсмир; на зимовку встали во вновь открытой «Гавани» (Хавн-фьорд) у полуострова Йохан. Рядом располагалась бухта Форт Юлиана, названная в честь жюльена, приготовленного в день открытия фьорда Линдстрёмом. По опыту предыдущей экспедиции Свердруп развернул охоту на моржей, медведей, оленей и овцебыков. Во время одной из охотничьих вылазок 6 октября произошла встреча Свердрупа и Роберта Пири. Американец считал себя монополистом на зону пролива Смита, Северной Гренландии и Земли Гранта (как тогда называли Северный Элсмир). Собственно, ещё в ноябре 1897 года Пири связался со Свердрупом и обвинил норвежцев в нечестной конкуренции и присвоении Северного полюса. Капитан ответил, что полюс его не интересует. В пятницу, 6 октября 1898 года, в охотничьем лагере зоолог Бай молол кофе, когда издалека увидел группу людей. Свердруп сразу предположил, что это Пири с проводниками-эскимосами; когда он пошёл навстречу американцу, оставил ружьё в палатке. Свердруп снял рукавицы и протянул американцу руку, тот пожал её, не снимая перчаток, но потом всё-таки снял перчатки, когда здоровался с Баем. Пири отказался от завтрака и кофе и быстро уехал. В дневниках Свердруп и Бай недоумевали: обычно встречи белых людей на краю мира происходили с бо́льшей сердечностью. В этот раз разговора почти не получилось, хотя обе стороны были подчёркнуто вежливы.
Полярная ночь началась 16 октября 1898 года. Свердруп впервые стал практиковать кратковременные санные походы, для которых «Фрам» служил надёжной базой; одной из целей этих походов было совмещение разведки ближайших окрестностей с перевозкой на борт охотничьей добычи. С 1 ноября «Фрам» был подготовлен к зиме: для уменьшения теплоотдачи растянули над палубой тент, потолочные иллюминаторы надёжно укрыли брезентами и запрессовали снегом. Для собак были устроены будки на снегу — всё это было опробовано ещё в рейсе в Ледовитом океане. 31 октября торжественно отпраздновали 44-летие капитана (хотя сам Свердруп сопротивлялся), на обеде доктор Свендсен повязал галстук цвета «чисто норвежского флага» без знака унии. Свердруп тогда ещё не оставил планов на Гренландию, поэтому на всю зиму распланировали работы по шитью палаток и постройке каяков (одноместные было решено переделать в двухместные) и проч. Нёдтведт устроил кузницу прямо на льду. Обшивку для каяков шили Ронес с Бауманом, главным плотником был Браскерюд, а Исаксена с Баем поставили развешивать пайки для собак и людей, а также извлекать из консервных жестянок пеммикан, плавить его и фасовать по порциям. Фосхейм сшил также четырёхместную палатку для будущего длительного похода. Свердруп считал, что объединяющая экипаж цель и напряжённая работа являются лучшим противоядием от депрессии полярной ночи. Впрочем, его дневник полон тоски по Грете, Одхильд и маленькому Отто. Свердруп не всегда соблюдал хронологический принцип, и в декабрьских записях содержатся воспоминания о событиях августа и ноября. 4 ноября Свердруп споткнулся о порог в тёмной кают-компании и сильно ударился бедром и спиной; выговор получил вахтенный — штурман Ронес, который не зажёг лампу в месте общего пользования. Во время празднования дня рождения Свендсена кок Линдстрём и разнорабочий Хассель напились, как и сам юбиляр. Это привело к предубеждению Свердрупа против Линдстрёма.

### Кризисный 1899 год

#### Зимние походы
Рождество и Новый год Свердруп решил отпраздновать с максимальным размахом — праздники длились до 3 января. Корабль был торжественно иллюминирован, на Рождество был сервирован парадный ужин с кофе и ликёрами, которые затем сменились шампанским и грогом. Зима была суровой — самые низкие температуры воздуха наблюдались в январе — феврале 1899 года: до −45 °C; в трюмах и мастерской температура держалась на уровне −27 °C. Педер Хенриксен, произведённый в ассистенты доктора Свендсена, с трудом пробивал двухметровые колодцы во льду замёрзшего залива для промеров температуры воды. При этом произошёл курьёзный эпизод: Свендсен и Хенриксен, измученные ежедневным бурением морского льда, заметили, что тюлени поддерживают незамерзающие лунки для дыхания. Было решено оставлять в удобной лунке рыбину (из собачьего пайка), и в результате некоторого времени этот симбиоз существовал и поддерживался, облегчая исследователям работу.
12 февраля 1899 года машинист Ольсен и доктор Свендсен совершили однодневную экскурсию в Форт-Конгер, чтобы посмотреть на зимовочный лагерь экспедиции Грили. Поход оказался неудачным: Ольсен практически не занимался физподготовкой и не ходил зимой на лыжах, в результате сильно устал на обратном пути и заявил, что не дойдёт до «Фрама». Свендсен был вынужден бросить его в поле и поспешил на судно, после чего Свердруп запряг собаками нарты и привёз Ольсена на борт. После того как его отпоили какао, Ольсен неожиданно воспрял и на следующий день практически восстановился. 22 февраля Свердруп, Бауман, Бай, Исаксен и Хенриксен решили отправиться на охоту. Свердруп и Хенриксен, как более опытные, отделились от отряда и решили заночевать на свежем воздухе. Поставив палатку, они разожгли примус и тут же убедились, что палатка полностью покрылась инеем. Термометр у них был ртутный, не рассчитанный на такие морозы. Заснуть охотникам не удалось. Неожиданно Хенриксен пожаловался, что у него мёрзнет спина: Свердруп убедился, что замёрзла полярная одежда из волчьего меха. Капитану пришлось сдирать ледяной доспех с товарища и отогревать его примусом, который он держал в руках. Этой же ночью Пири (находясь в 10—15 милях от Свердрупа) зафиксировал температуру −67 °F (−55 °C). Ни Свердруп, ни Хенриксен не пострадали, не считая того, что на просушку промороженной одежды ушли не одни сутки. 7 марта Схей, Штольц и Хассель попытались пройти как можно дальше к северу. Температура держалась на уровне −42 °C. На пятый день похода Схей отморозил пять пальцев на ногах, и их пришлось ампутировать. Подвела обувь: вместо лапландских «каньг», набиваемых травой сенны, Схей носил «комаги» из сыромятной кожи. Все эти инциденты показали капитану, что его экипаж недостаточно адаптировался для высоких полярных широт.

#### Самоубийство Свендсена
Летом Свердруп собирался провести «Фрам» через бассейн Кейна настолько севернее, насколько позволят льды, а далее капитан намеревался основать на северном побережье Гренландии стационарную базу для санных походов. Сама по себе идея не была новой: Отто основывался на опыте Грили и Нансена с Юхансеном. Жилую хижину (14 футов в длину, 10 футов в ширину и 6 футов в высоту) построили во время зимовки Фосхейм и кочегар Браскерюд. Она была теплоизолирована шкурами овцебыков и тюленей, имела двойное остекление и хорошую вентиляцию. Праздник 17 мая сопровождался шуточной манифестацией, когда Линдстрём протестовал против примусов и игры в вист, которая не давала ему спать; доктор Свендсен выступил с петицией против диеты, введённой капитаном, чтобы люди сбросили лишний вес, набранный за зиму. Впрочем, после программной речи он угощал всех шампанским из своих запасов. Линдстрём сварил на ужин глинтвейн, а Свендсен подал к кофе самолично изготовленный ликёр. К тому времени зависимость врача от алкоголя и наркотиков была настолько заметна, что на Пятидесятницу (20 мая) первый помощник Бауман попытался его увещевать, но разговор, очевидно, был настолько неприятен, что Свердруп перечеркнул начатую в дневнике запись об этом.
Поскольку в начале июля льды так и не вскрылись, капитан отправил санные партии для исследования южной части острова Элсмир. В поход отправился и Свендсен, испытывавший сильное недомогание, при этом он, судя по записям Свердрупа, симулировал снежную слепоту. Однажды на привале у него произошёл нервный приступ, и Свендсен много говорил о том, что «не выполнил свой долг». Было решено оставить с ним ботаника Симмонса, а Свердруп предложил проводить доктора на «Фрам». Однако 7 июня Свендсен убедил Свердрупа, Схея и Симмонса заниматься своими делами, а сам остался в лагере понаблюдать за насекомыми. На обратном пути капитан увидел в бинокль, что Свендсен выбрался из палатки, видимо, чтобы встретить путников. Неожиданно он сделал движение, «словно заслонясь руками», и упал. Когда Свердруп добрался до палатки, доктор лежал в луже крови с винтовкой Krag Jørgensen. Капитану не захотелось подходить ближе, и он побежал к товарищам, которые шли на второй собачьей упряжке. Тело осмотрели Схей и Симмонс, которые в своих дневниках описали взаимодополняющие картины произошедшего. Свендсен упал на левый бок, правой рукой он держал винтовку; пуля попала в правый висок и разворотила всю лобную часть головы; мозг разбрызгался на расстояние нескольких шагов. Свердруп завернул тело в брезент и обыскал палатку. Наиболее поразившие его записи из дневника врача капитан переписал в свой журнал. Симмонс пришёл к выводу, что Свендсен не взял с собой в поход запаса морфина и мучился от абстинентного синдрома, не мог принимать пищи. У Свердрупа произошёл нервный срыв, он винил себя, что не вернул Свендсена на «Фрам»; Схею пришлось его успокаивать. Наутро тело Свендсена было зашито в брезент и обёрнуто в две шкуры овцебыков; из-за ранений лап у ездовых лаек на судно удалось прибыть только 13 июня. Фосхейм и Бауман обыскали каюту врача и нашли большой запас наркотиков. Свендсена погребли в море, заупокойную службу провёл Бауман; Эдвард Бай мрачно записал в дневнике: «Кто из нас будет следующим?».

#### Осенняя эпидемия
После второй встречи помощника капитана Виктора Баумана с Робертом Пири и неудачного обмена почтой с американцами (Пири явно хотел сохранить монополию на сведения, поступающие из региона его исследований) 15 августа 1899 года Свердруп отказался от гренландских планов на данный сезон. В дневнике он назвал этот день «самым печальным в своей жизни». Экспедицию окончательно было решено проводить в проливе Джонс, к 24 августа «Фрам» прошёл через пролив леди Анны вдоль Северного Девона. Здешние мрачные фьорды были признаны негодными для зимовки. На противоположном берегу пролива удалось обнаружить чистый ото льда фьорд, названный именем корабля. Окрестности также производили благоприятное впечатление — берега были покрыты пышной для Арктики растительностью, вызвавшей у ботаника Симмонса большой энтузиазм. Однако Свердруп не учёл, что вход во фьорд изобиловал подводными камнями, открывшимися во время отлива, и 28 августа гавань пришлось оставить. Погода всё это время была туманной, с непрерывными дождями и штормовыми ветрами, сносившими судно на запад. Несмотря на шторм, удалось найти глубоководную бухту (Хавн-фьорд), позволившую подвести «Фрам» к самому берегу. Свердрупа беспокоило, имеется ли на берегу живность для снабжения людей и собак свежим мясом. Разведка на шлюпках показала, что лучшего места для стоянки не найти. 1 сентября началась подготовка к зиме: кузнец Нёдтведт ввинтил в береговые скалы рым-болты (по свидетельству Ч. Джонсона, даже в 2014 году они ещё оставались на своих местах), и «Фрам» был надёжно принайтовлен со стороны кормы.
В сентябре на судне началась эпидемия. Больше всего пострадал ветеран нансеновской экспедиции Педер Хенриксен: он харкал кровью, жаловался на боли в грудине, ноги его опухли. Капитан был озадачен, о чём свидетельствовал дневник; врач был мёртв, поэтому оставалось только уповать на провидение. Вдобавок обострились отношения старпома Баумана с учёными, что не способствовало хорошему настроению на борту. В этих условиях Свердруп, Фосхейм, Исаксен и Штольц 8 сентября 1899 года выступили в лодочный поход для разведки, картографирования и заготовки мяса на зиму, капитанскую группу страховали Бай и Схей. Однако всего через два дня после выхода резко ударили морозы, залив покрылся слоем «сала», и моряки застряли в Лодочном фьорде в 70 км от базы. Они выкопали в дёрне землянку, перекрыв её лодкой, охота снабжала пищей и топливом — жиром и ворванью, так что капитан даже жаловался в дневнике на жару в помещении. Откровенность между капитаном и Фосхеймом ещё больше возросла, лыжник фиксировал в дневнике рассказы Свердрупа об изнанке экспедиций Нансена и ссоре с Фритьофом. Только 6 октября удалось двинуться на «Фрам» по льду и далее по побережью. На второй день капитанская группа встретила Бая с Бауманом, которые сообщили, что скончался 27-летний Браскерюд после 14-дневного заболевания пневмонией. Это была вторая потеря в экипаже за четыре прошедших месяца. Больны были Хенриксен и Нёдтведт, у штурмана Ронеса был воспалительный процесс на руке. Свердруп писал в дневнике, что над кораблём витает злой рок.
Дневник Свердрупа демонстрировал сильнейшие перепады настроения: от самобичевания до обвинения членов экипажа. Досталось команде и в реальности: гнев капитана вызвал Бауман за то, что так и не научился управлять собачьей упряжкой и плохо ориентировался на льду. Далее Отто напустился на Бая, который «вечно забывал нож», которым снимали шкуру с туши животного, а потом обозвал его «бабой», поскольку тот не любил активности на воздухе и набрал лишний вес. В дневнике Свердруп писал о желании избить датчанина, после чего отправился на охоту. 30 октября 1899 года Фосхейм решил отпраздновать капитанский день рождения и писал в дневнике, что на борту возникла дискуссия о возрасте Отто Свердрупа. Во всех опубликованных к тому времени биографиях значилось, что Свердруп родился в 1855 году, причём сам Отто пояснил, что это не так, поскольку убавил себе год, подавая заявку на участие в Гренландской экспедиции. Схей и Фосхейм прибыли в охотничий лагерь и угостили командира сигарами и шампанским, а затем спели сочинённую ими песню в честь Свердрупа, который был очень тронут. Вечером экспедиционеры выпили пинту медицинского спирта, и когда ночью Свердруп вышел из палатки по нужде, то заснул на тридцатиградусном морозе, чего никто не заметил. Он самостоятельно вернулся и даже не поморозился, но не упомянул о происшествии в дневнике. Ситуация была описана Фосхеймом по утреннему рассказу капитана. Откровенность оказалось продуманным решением: продемонстрированная слабость добавила командиру авторитета у его людей, а не убавила.
3 ноября две группы зимовщиков отправились перевозить на «Фрам» тонны заготовленного на охоте мяса, а на борту слёг кок Линдстрём. Ещё через неделю матрос Штольц (бывший на родине чиновником) отказался исполнять приказы по перевозкам, а затем тоже заболел. Свердруп попытался разработать метод лечения по сохранившимся от Свендсена справочникам и учебникам и решил, что лучшим средством станет личная гигиена. Хенриксен был первым подвергнут санобработке (он не мылся с момента отхода из Кристиании), и его поселили в освободившейся каюте врача. Александр Вистинг в этой связи проанализировал методы руководства Свердрупа во время второй экспедиции «Фрама». Британские полярные экспедиции были предприятиями военно-морского флота, в которых поддерживалась жёсткая субординация. Норвежские экспедиции были гражданскими предприятиями, у начальства которых не было полномочий силовых решений проблем. Харизма Нансена во время первого плавания «Фрама» подкреплялась авторитетом Свердрупа и Скотт-Хансена. Учтя этот опыт, Свердруп полностью монополизировал власть над командой, но его авторитет подкреплялся огромным опытом и фактом того, что он активным образом участвовал во всех делах экипажа. Вокруг Свердрупа не было офицеров, которые исполняли бы роль связующего звена с командой. Первый помощник Бауман и штурман Ронес были техническими специалистами, которые ссорились с учёными. Свердруп во всё это принципиально не вмешивался и в дневнике однажды записал, что Бауман должен учиться на своих ошибках.

### События 1900—1902 годов

#### Сезон 1900 года
Новогодние праздники оказались унылыми: слегли Бауман и Симмонс. У кока Линдстрёма на ноге образовались фурункулы, которые были прооперированы 31 декабря без наркоза Схеем и Свердрупом, но раны не удалось промыть, и 3 января операцию пришлось повторить. Командир опасался, что заболевания провоцировались цингой, причины которой тогда не были известны. Было решено ввести в рацион сырое мясо, а заболевшим дали хинин. В новогоднюю ночь Свердруп разрешил употребить алкоголь, что обошлось без последствий. Матрос Штольц отказался играть на пианино, которое имелось в кают-компании. Взамен Хассель пел английские песни, а картограф Исаксен играл на скрипке. Планы Свердрупа на следующий сезон были просты: как только взойдёт солнце, используя нарты и упряжки, пройти до начала залива Джонс, вдававшегося в остров Элсмир с запада. С наступлением лета «Фрам» также следовало переместить насколько возможно западнее и разместить на третью зимовку. За это время предстояло обследовать неизвестные побережья и соединить полученные сведения с картами Нэрса.
20 марта 1900 года начался «Великий санный поход», в котором были задействованы 9 человек, управляющих 9 нартами, в которые были запряжены 55 собак. Главным открытием экспедиции стал узкий пролив между островами Элсмир и Норт-Кент. Его достигли в сильный мороз и буран, дав устью пролива имя Адские врата — Хелл-Гейт. Здесь едва не погибла упряжка собак, провалившаяся под лёд. Пролив получил от Свердрупа имя Норвежский. 30 марта показались горы, но обследовать их было невозможно. Температура держалась на уровне −42 °C, в результате чего коньяк, взятый Ронесом, замёрз, и во время празднования экспедиционеры его съели. Мясной склад, предназначенный для большой экспедиции, был назван Бьёрнборгом («Медвежьей крепостью»), единственным сторожем вызвался быть Эдвард Бай, который три месяца прожил там в полной изоляции, в компании одной лишь собаки. От Норвежского пролива Свердруп и Исаксен, имея 12 собак, попытались пройти на север. Они открыли остров Аксель-Хейберг. Постоянные штормы вынудили их вернуться. Все группы собрались в Бьёрнборге 1 июня 1900 года. Бая на посту хранителя базы сменил Фосхейм (когда экспедиционеры явились в Бьёрнборг, зоолог мирно спал). За всё это время Бай не видел ни одного медведя. Далее Свердруп и Фосхейм решили разведать северную оконечность острова Аксель-Хейберг и достигли 81° с. ш. — самой северной точки в экспедиции. В весенне-летний период 1900 года пять экспедиционных партий провели в поле суммарно 282 дня, проделав путь 8840 км, преимущественно — по совершенно неисследованным территориям.
Незадолго до возвращения Свердрупа, 27 мая 1900 года экспедиция едва не лишилась «Фрама». Искры из камбузной трубы подожгли тент, растянутый над всем судном, занялась крыша рубки, а затем вспыхнули пиломатериалы и 16 каяков, пропитанных для водонепроницаемости парафином. Стали гореть и ванты, кроме того, на палубе стоял бак с 200 л керосина, а рядом стояли ящики с боеприпасами. Пожар был обнаружен на ранней стадии благодаря тому, что швед-ботаник Симмонс вышел после обеда на прогулку. Благодаря решительности Симмонса и слаженности действий команды (тогда на борту было девять человек) удалось оттащить боеприпасы и начать тушить огонь, поскольку под бортом была открытая полынья. Чтобы справиться с огнём, потребовалось около получаса, удачей было и то, что керосиновый бак был достаточно прочным и герметично закрытым. Потери оказались небольшими: погибли все каяки, много комплектов лыж, пиломатериалы, паруса на грот-мачте и бегучий такелаж, а также шкуры овцебыков и белых медведей; расплавилась оловянная и медная посуда. Практически всё это можно было восстановить. Корпус судна совершенно не пострадал, палуба и мачты были слегка опалены. Заслуги Симмонса были вознаграждены командиром: именем ботаника был назван полуостров у Адских врат.
9 августа 1900 года «Фрам» вышел из зимовочного фьорда. Несмотря на то, что Свердруп писал в отчёте экспедиции, что он окончательно отказался от планов на Гренландию, дневник свидетельствует обратное. Однако сильнейшие ветра и сплочённые ледяные поля принудили встать на полпути в Гёсе-фьорде (Гусином фьорде).

#### 1901 год
Рождество и Новый год команда «Фрама» и её командир встречали с оптимизмом. Остров Элсмир гарантировал множество новых открытий; тактика использования малых полевых партий на собачьих упряжках полностью себя оправдала. В дневнике Отто поздравлял Одхильд и маленького Отто и писал, что будет с ними в следующее Рождество. Командир примирился с Линдстрёмом, который показал себя как выдающийся повар и даже соорудил из подручных материалов рождественскую ель. С апреля по июнь три группы на санях обследовали пространства между островами Аксель-Хейберг и Элсмир. Обследовав Бауман-фьорд, они наткнулись на непроходимую горную перемычку и отступили, назвав крайнюю точку Вендом-фьорд (Возвратный). Попытки найти другие проходы привели к тому, что Свердруп вторично открыл Бай-фьорд, но теперь вышел к нему снизу — с побережья, а не нагорья. Бауман и Штольц нашли мощные залежи угля и окаменелый доисторический лес, отдельные стволы которого имели в диаметре больше метра. Фосхейм и Ронес тогда же переправились через пролив Эврика и продвинулись до Грили-фьорда. 13 июня они вернулись на «Фрам», проделав 1550 км за 67 дней. Свердруп и Схей совершили 77-дневный поход, пытаясь пройти как можно севернее, и в результате достигли пролива Нансена. Погода всё это время была очень плохой, а туман приводил к тому, что горизонт сливался с поверхностью льдов. Чтобы не потерять из виду палатку во время шторма, они придумали оригинальную «веху»: и Свердруп, и Схей выходили на воздух, набив рот жевательным табаком, отмечая дистанцию плевками, хорошо различимыми на снегу. На обратном пути Схей деятельно собирал окаменелости, в результате у путников груз был намного тяжелее, чем когда они покидали «Фрам». На Свердрупа огромное впечатление произвёл энтузиазм Схея, и он не без иронии описывал, как тот относился к кускам угля, «словно они были золотыми самородками», и упаковывал их во всё, что у них было: портянки, запасную одежду, шкуры и прочее. Возвращаясь на судно, 16 июня Свердруп и Схей попали в сплошные поля тающего «сала» — мелкого кристаллического льда. Только 17 июня они благополучно возвратились на «Фрам»: к тому времени уже вся команда была на борту. В совокупности группы Свердрупа и Исаксена провели в поле 250 дней, покрыв расстояние 6420 км.
12 августа Свердруп попытался покинуть место зимовки, однако льды не давали прохода, причём до открытой воды было буквально несколько сотен метров. Были начаты взрывные работы, но 5 сентября разыгрался ураган, и стало ясно, что придётся зимовать ещё раз. Симмонс, Фосхейм и Бай в дневниках поражались спокойствию командира, особенно с учётом предстоящей четвёртой зимовки.

#### 1902 год
Во время полярной ночи Свердруп занялся обработкой своих дневников и написанием путевого отчёта. Капитан вёл намного более подробные записи, чем во время первого рейса «Фрама», особенно Свердрупу удавались сцены охоты. Экипаж тяжело переносил полярную ночь, стали заметнее дисциплинарные проблемы. В дневнике Хасселя упоминается, что зоолог Бай избил механика Ольсена, который был вахтенным и проспал разграбление мясного склада ездовыми собаками. Свердруп сделал выговор Бауману, на что тот возразил, что примирение подчинённых не входит в его полномочия. Симмонс считал, что это было продолжением вялотекущего конфликта команды и учёных, но оправдывал поведение Бая. Весной 1902 года Свердруп однозначно встал на сторону научной группы и мобилизовал людей на два больших санных похода, чтобы прекратить конфликты. Летом Исаксеном и Баем проводилось картографирование острова Девон и Гёсе-фьорда. Здесь вновь было найдено большое количество окаменелостей. Свердруп и Схей, несмотря на плохую погоду и изломанный лёд, двинулись на север с целью достичь крайней точки, достигнутой когда-то людьми Нэрса, и завершить картографирование острова. Это удалось сделать 8 мая; на «Фрам» капитан с помощником вернулись 16 июня, проведя в походе 75 дней. Все санные партии в весенне-летний сезон провели в поле 168 дней, пройдя 4240 км.
Лето оказалось тёплым. Для ускорения таяния льдов Свердруп ещё в конце зимы распорядился засыпать песком широкий канал, а ледовые перемычки были взорваны динамитом. Сильный шторм 6 августа окончательно освободил «Фрам», и 10 августа капитан даже устроил для экипажа праздник выхода в открытое море. Людям Свердруп раздал 20 сигар из своих запасов: к тому времени на борту закончились и кофе, и табак. 17 августа экспедиция возвратилась в Годхавн. Возвращение ознаменовалось большой ссорой Свердрупа и Баумана: из-за аварии паровой машины пришлось мобилизовать всю команду на несение вахт, на что старпом заявил, что экспедиция уже закончилась, а он не нанимался в матросы.

### Второй триумф Свердрупа

#### Возвращение в 1902 году
Совершив переход в постоянно штормовую погоду, 18 сентября 1902 года «Фрам» пришёл на остров Утсира и, взяв на борт лоцмана, двинулся к Ставангеру. Оказалось, что служители маяка передали сообщение на материк,
и полярников встречала целая процессия лодок, ботов и яхт, полных досужими зрителями. Свердрупу пришлось силой пробираться на телеграф. Узнав, что Норвегия за годы отсутствия была телефонизирована, Отто попытался дозвониться до отца в Трану, и это ему удалось, несмотря на то, что Ульрик стал плохо слышать. Морской главнокомандующий предложил взять «Фрам» на буксир флагманом норвежского флота «Хеймдаль», капитаном которого был Сигурд Скотт-Хансен. 600-километровый переход из Ставангера в Кристианию занял 10 дней из-за непрерывных торжеств на всём протяжении пути, причём Свердрупу пришлось отклонить множество приглашений: все соскучились по родным. На борт взяли Колина Арчера, чьё судно во второй раз не получило ни малейших повреждений во льдах. Отто вызвал Грету срочной телеграммой, и она сопровождала мужа на борту его корабля. При входе в Кристиания-фьорд «Фрам» приветствовали 17 (по другим сведениям, 77) залпами салюта из крепости Акерсхус. На берегу экспедицию встречали депутаты стортинга, военное командование, а также премьер-министр Норвегии Отто Блер. Свердруп произнёс в ответ предельно краткую речь: «Если мы что-то сделали для того, чтобы прославить имя Норвегии, то это не выходило за рамки нашего долга. Спасибо за тёплый приём!» Газеты оценили толпу встречающих в 60 000 человек; прошло даже факельное шествие. Аксель Хейберг вывез экипаж за город в Драммен и устроил торжественный банкет, на котором были 200 гостей — в основном представителей политической, артистической и научной элиты. Из иностранцев присутствовал председатель Королевского географического общества Клементс Маркем и шведский профессор Натгорст. 30 сентября был устроен приём от муниципалитета Кристиании, на который собралось 300 человек. Именно здесь было объявлено, что площадь обследованных людьми Свердрупа земель примерно равнялась территории Норвегии южнее Тронхеймс-фьорда. Газета «Таймс» объявила, что результаты Свердрупа превзошли всё, что было сделано Кейном, Хейсом, Холлом, Грили и Болдуином.
Хотя Фритьоф Нансен не появился на встрече «Фрама», он всё-таки приехал на приём, устроенный Акселем Хейбергом, и двое полярников прилюдно обнялись. Далее постепенно стали наступать будни. Норвежская таможня долго не давала разрешения на разгрузку «Фрама», требуя уплаты пошлин за груз на борту, преимущественно запасы провианта, не использованные во время экспедиции; капитан вынужден был написать раздражённое письмо в министерство. Среди прочих грузов была пара живых волков с острова Элсмир, наречённых Адамом и Евой, которых удалось выгодно продать в Стокгольмский зоопарк. Отто Свердруп всего через три недели через прессу заявил, что заканчивает карьеру полярника. Далее капитан столкнулся с издержками известности: он получил множество наград, и его доклады желали слушать ведущие географические общества Европы. Однако его доклад, прочитанный 18 апреля 1903 года на заседании Норвежского географического общества (и повторённый в Дании), газеты назвали «сенсационным по скуке»; впрочем, публика хвалила мастерство Свердрупа-фотографа, поскольку лекция сопровождалась демонстрацией диапозитивов. Картограф Исаксен утверждал, что при этом более всего скучал сам капитан Свердруп. 27 апреля 1903 года должно было состояться выступление Свердрупа в Королевском географическом обществе в Лондоне. Здесь присутствовали величайшие британские полярники, включая Леопольда Мак-Клинтока и Уэсли Гамильтона. Выступление было важным для будущего семьи Свердрупов: основную часть дивидендов от экспедиции Нансена принесли лекции в Англии и английский перевод отчёта о путешествии. Капитана встретили овациями, тот молча поклонился и передал текст доклада сэру Маркему, который его и прочитал. Недоумение публики пришлось разрешать присутствовавшему там же Исаксену, который объяснил, что капитан очень скромен, воспитан в норвежской крестьянской культуре и перенял все её добродетели. Обозреватель газеты «The Globe» предположил, что Свердруп плохо владел английским языком, что не соответствовало действительности (Эдвард Бай свидетельствовал, что с Пири капитан Свердруп общался совершенно свободно).

#### «Новая земля»
В 1903 году вышло норвежское издание книги Свердрупа «Новая земля: четыре года в Арктике». Контракт с издательством «Aschehoug & Co» был на меньшую сумму, чем с Нансеном, но в целом книга была принята и критиками, и публикой. Дневники Свердрупа обрабатывал прозаик Якоб Бреда Булль, хотя А. Вистинг свидетельствовал, что литературная обработка в максимальной степени сохраняла оригинальный стиль самого Свердрупа. Однако капитан стремился изгнать из текста эмоциональность: тот же А. Вистинг утверждал, что для широкой публики капитана бы «очеловечили» его воспоминания о дочери Одхильд, которая спускается к нему по лестнице родного дома. Естественно, что все упоминания о наркомании Свендсена или запоях Линдстрёма были убраны из книги. Современный норвежский исследователь Хеннинг Вэрп пришёл к выводу, что капитан неверно истолковал запросы публики, а кроме того, очень не любил драматизировать любые ситуации. Из-за этого, например, самый серьёзный эпизод экспедиции — пожар на «Фраме» 27 мая 1900 года, который вообще мог привести к гибели всей команды, занял лишь две с половиной страницы. По мнению Вэрпа, читатель получит большее представление о драматизме ситуации из рисунка Отто Синдинга, чем из описания капитана. Напротив, в книге Нансена о первом путешествии на «Фраме» есть масса эпизодов о нападениях медведей и сложностях передвижения по льдам, которые сочетают документальную точность с художественным воспроизведением и «эффектом присутствия» для несведущего читателя. Весьма безэмоционально описана и встреча с Робертом Пири: Свердруп даже не упомянул, во что был одет американец, как он выглядел и о чём они — пусть и очень кратко — поговорили. Даже глава, в которую вошёл этот эпизод, получила название «Наша первая встреча с мускусными быками». Х. Вэрп в том же контексте отметил, что хотя команда «Фрама» встречалась с эскимосами, Свердруп, кажется, совершенно не интересовался их традиционной культурой и прочей «экзотикой», зато целые главы посвящал охоте на разных животных. Соответственно, и встреча с Пири была лишь дополнительным эпизодом к охотничьему рассказу. В общем, Х. Вэрп заявил, что книга Свердрупа не имеет захватывающего сюжета (в отличие от драматического повествования Нансена) и однообразно-утомительна: «1035 страниц одного и того же — плохая погода, хорошая погода, охота, возвращение на корабль и необходимые работы, описание снаряжения, забота о собаках, сделанные наблюдения, собранные образцы». Впрочем, обрабатывая свои дневники зимой 1901 года, Свердруп откровенно признавал, что не способен описать свои труды так, чтобы «люди захотели бы о них прочитать». Александр Вистинг утверждал:

Если бы вторая экспедиция тоже проходила под руководством Нансена, вероятно, её впоследствии назвали бы подвигом в истории полярных исследований. Важным вкладом в расширение горизонтов человечества. Но у Отто Свердрупа не было способности Нансена доносить до сведения общественности всё величие своих деяний.

## Куба — Аляска (1904—1913)
В 1904 году газета «Aftenposten» объявила о переезде всего семейства Свердрупа на Канарские острова. До сих пор точно не выяснены мотивы этого предприятия: семья Отто действительно отправилась в Лас-Пальмас заниматься рыболовством, причём профессор Роберт Коллетт дал Свердрупу задание добывать и заспиртовывать образцы для зоологического музея университета. Определённых планов у капитана не было, А. Вистинг предполагал, что стремление переехать в тёплые края диктовалось пошатнувшимся физическим и моральным здоровьем полярника. Пока Свердруп находился в отпуске, стортинг решал вопрос с бюджетным финансированием обработки научных результатов его экспедиции. Отдельной статьёй была предусмотрена единовременная премия капитану в 3000 крон. В конце мая 1904 года Отто Свердруп вернулся в Норвегию через Италию, Швейцарию, Францию и Данию: Грета была беременна. Летом родилась их с Отто дочь Хьордис. Капитан, очевидно, был в хорошем расположении духа и дал объёмное интервью газете «Morgenbladet», опубликованное 6 июля 1904 года. Свердрупы к тому времени обосновались в родовом гнезде в Тране. В прессе муссировались слухи, что Филипп Орлеанский собирается арендовать «Фрам» для французской полярной экспедиции. Журналисты выражали желание нанять Свердрупа капитаном как условие передачи корабля французам. Сделка в итоге не состоялась. Материальное положение Свердрупа не было блестящим, о чём он сообщал Нансену в письме под новый, 1905 год. Наконец, в начале февраля газета Nordland Ranens Tidende напечатала репортаж об отъезде Свердрупа на Кубу.
На новогодние праздники 1905 года Свердруп был на приёме в американском посольстве вместе с лесопромышленниками Свеном Хаугом и Августом Нильссеном, которые, видимо, стремились попасть на кубинский рынок. Свердруп был знаком с условиями Карибского бассейна. Из-за обретения Норвегией независимости на Кубу Свердруп выехал только весной 1906 года через Нью-Йорк во главе группы из одиннадцати норвежцев. Они стремились найти подходящие условия для устройства норвежской аграрной колонии; Отто сопровождали консул Свен Кристиан Хауг из Драммена и Юханнес Эгген из Саннвики. 19 апреля они побывали на приёме у президента Эстрада Пальма и получили разрешение на работу в Баракоа. Норвежцы рассчитывали на американские инвестиции в железнодорожное строительство. Свердруп присмотрел плантацию Felicidad в 1300 акров (526 га), которая обошлась примерно в 15 000 крон; срок аренды составил 25 лет. Капитан собирался выращивать бананы, табак, кофе, хлопок и апельсины.
Свердруп оставил семью в Норвегии, а в Баракоа обосновался в двухкомнатной хижине с соломенной крышей. В его подчинении находилось около тридцати человек; капитан не владел испанским языком, и это сразу создавало множество трудностей. В прессе сообщалось, что Свердруп установил десятичасовой рабочий день с двухчасовым перерывом. Однако в газете «Ørebladet» весьма скептически высказывались об успехе предприятия: Свердруп рассчитывал продать урожай бананов, но оказалось, что монополию на бананы в Баракоа держал американский трест, который не позволял использовать свои пароходы для перевозок. То есть на компаньонов Свердрупа падали расходы на перевозку бананов на норвежском пароходе. Быстрый переход на кофе был невозможен, поскольку первый урожай ожидался не ранее, чем через четыре-пять лет. Свердруп попытался начать выращивать овощи для внутреннего кубинского рынка, поскольку ранее почти все овощи экспортировались. Наконец, осенью 1906 года большинство компаньонов Свердрупа вернулись на родину. 6 января 1907 года в Кристианию вернулся и сам капитан. В интервью он сообщил, что посадил 30 000 банановых деревьев и далее намерен устроить посадки кофе и гевеи. Бананов было доставлено 2500 связок. Летом 1907 года в прессе США и Норвегии появились критические материалы, в которых Свердруп обвинялся в плохом управлении и введении потенциальных колонистов в заблуждение. Некий капитан Сальвесен утверждал, что худшего места, чем купленное Свердрупом, «не найти на всей Кубе». Осенью Отто передал Felicidad другому норвежцу и купил хлопковую плантацию «Монте-Кристо». Кроме того, Свердруп в феврале 1908 года заказал два моторных бота, вероятно, для доставки готовой продукции. В том же 1908 году Свердруп купил виллу «Homewood» в Саннвике, губернии Берум. Там поселились Грета и трое их детей: Одхильд, Отто-младший и Хьордис.
В течение 1908 года в прессе появлялось всё больше критических по отношению к Свердрупу материалов. Из-за последствий биржевого краха 1907 года хлопковое предприятие также не принесло успеха. Капитан в 1908 году получил лицензию на вырубку кубинского красного дерева, но так и неизвестно, начал ли он работы. В письме Нансену от 24 октября 1909 года Свердруп сообщал, что подал заявку на вакантную должность начальника Кристианийского пароходства и признавался, что месяцем ранее потерял урожай хлопка в результате тропического урагана. Капитана открыто обвиняли во введении колонистов в заблуждение. Месяцем ранее находившийся в Копенгагене Свердруп был приглашён на приём Фредерика Кука в Датском географическом обществе. Американский врач объявил, что достиг Северного полюса в апреле предыдущего, 1908 года. Когда разразился великий спор Кука с Робертом Пири, который заявил, что именно он первооткрыватель полюса, Свердруп однозначно занял сторону Кука. В газетах сообщали, что капитан может отправиться на мыс Йорк, проводить расследование.
Свердруп не получил должности капитана порта, однако получил предложение возглавить датскую компанию по добыче китов в Гренландии с уставным капиталом в полмиллиона крон. В марте 1910 года в дело захотели войти американские акционеры из Миннеаполиса, поэтому Свердруп отправился в США. Когда корреспондент The Minneapolis Journal расспрашивал капитана о его позиции в споре Пири и Кука, Отто не стал становиться на чью-либо сторону, отметив, что у обоих претендентов были крайне неточные навигационные приборы. Иными словами, Северный полюс, возможно, ещё не достигнут человеком. В апреле 1910 года Свердруп отправился на разведку охотничьих угодий в Дэвисовом проливе на китобое «Hvalrossen», имея лицензию, действительную до октября. Свердрупа сопровождал Фосхейм, который добыл 125 моржей. В ходе плавания Свердруп впервые за 21 год побывал в Готхобе и даже встретил старых знакомых. Шкуры были реализованы на месте. 23 октября 1910 года Свердруп вернулся в Кристианию; на одной полосе с его интервью содержались новости из Баракоа, в которых сообщалось, что плантация полностью уничтожена ураганом. Китов добыть не удалось, а прибыль от 260 моржей, очевидно, была минимальной.
В марте 1912 года 56-летний Отто и 19-летняя Одхильд Свердрупы отправились в Сиэтл для организации новой фирмы на Аляске, названной в рекламе «Alaska Whaling Company». Его главным компаньоном был Ларс Кристенсен, владевший паровыми шхунами «Кадьяк» и «Унимак». Дальнейшее очень плохо документировано; вероятно, капитана вновь постиг финансовый крах. В книге «Под русским флагом» говорится, что Свердруп летом и осенью 1913 года «бродил по девственным лесам Аляски». В ноябре норвежец добрался до Джуно, где получил телеграмму, что приглашён российским правительством для поиска трёх полярных экспедиций, пропавших в обширном регионе Баренцева моря.

## На службе Российской империи и Советской России (1914—1921)

### Экспедиция на барке «Эклипс»
В течение одного 1913 года в Арктике пропали три полярные экспедиции: Георгия Яковлевича Седова, Владимира Александровича Русанова и Георгия Львовича Брусилова. Под давлением Русского географического общества и Министерства внутренних дел Совет министров 20 февраля 1914 года внёс в Госдуму предложение ассигновать 575 000 рублей на спасательную операцию, в том числе приобретение двух иностранных полярных судов: «Эклипс» и «Герта», принадлежавших Юнасу Лиду. Своим приглашением полярник был обязан Леониду Брейтфусу, встреча с которым произошла 17 марта 1914 года в Кристиании. Капитану гарантировали жалованье в 20 000 крон, которое удваивалось в случае необходимости провести зимовку. 1 апреля в Тране скончался 81-летний отец Ульрик, после чего Отто стал самым старшим представителем семьи Свердрупов. После похорон Отто отправился в Хортен встречать участников экспедиции Амундсена к Южному полюсу, прибывших с «Фрамом», и немедленно нанял в свою команду повара Линдстрёма.
Свердруп получил под своё командование китобойный барк «Эклипс», который имел вспомогательную паровую машину в 360 л. с. и впервые был оснащён 4-киловаттным радиопередатчиком с эффективной дальностью 800 км. Запас провианта обеспечивал автономность в 16 месяцев, с учётом потребностей спасённых участников экспедиций. Из этого же расчёта брали тёплые вещи. Все запасы были приобретены у Руаля Амундсена, который отложил 7-летнюю экспедицию в Арктику. У Свердрупа были также нарты, 31 ездовая собака и норвежская команда, с двумя русскими участниками: врачом И. И. Тржемесским и радистом Д. И. Ивановым, который вызвал самые негативные отзывы капитана. 13 июля Свердруп отплыл из Кристиании, 1 августа побывал в Александровской гавани (Мурманск), и уже 13 августа команда была в Карском море. 16 августа была достигнута кромка льда, а 20 августа судно было полностью блокировано льдом: для Свердрупа началась девятая в его карьере зимовка. 9 сентября было получено радио с борта парохода «Таймыр» экспедиции Вилькицкого. 20 сентября в результате ледовых сжатий «Таймыр» был сильно повреждён (был сломан единственный гребной винт) и просил о помощи: блокированный льдами корабль не имел достаточных припасов для большой команды. Зиму 1914—1915 годов Свердруп пережидал у северо-западного берега полуострова Таймыр, 16 января 1915 года Вилькицкий сообщил, что из-за необходимости оттаивать лампы радиостанции связь будет осуществляться по расписанию: каждую субботу с 19 до 22 часов по местному времени. Радисту Иванову 20 января удалось связаться с Югорским Шаром, а оттуда — с Петербургом. Выяснилось, что экспедиция Седова, потеряв своего командира, самостоятельно вышла изо льдов. Свердруп также передал в Военно-морское министерство и Главное гидрографическое управление октябрьские отчёты Вилькицкого.
29 апреля 1915 года Свердруп, имея трёх людей, на трёх собачьих упряжках выступил к зимовке «Таймыра». К 19 мая он начал сопровождение 39 членов русской команды на «Эклипс», протяжённость пути составила 280 км; все благополучно дошли 4 июня. К этому времени к норвежцам прибыл Никифор Бегичев с караваном из 650 северных оленей, доставив припасы и топливо. 26 августа «Эклипс» двинулся на остров Уединения и через три дня встретил «Таймыр» и «Вайгач» у островов Скотт-Гансена. 5 сентября достигли Диксона, где доктор Кушаков (бывший участник команды Седова) построил полярную станцию. 16 сентября все три судна благополучно достигли Архангельска.
В отсутствие Свердрупа его старшая дочь Одхильд вышла замуж за своего троюродного брата Карла Юхана Свердрупа Марстрандера. Сам капитан был приглашён в Петербург, где получил из рук генерала М. Жданко орден Св. Анны II степени. В начале ноября 1915 года Свердруп вернулся в Трану, которым управлял младший брат Ульрик. Полученный гонорар позволил капитану инвестировать капитал в судоходную компанию Кнуда Рингнеса. Владея пароходом «Storaas», на имени Свердрупа компаньоны смогли привлечь почти полмиллиона крон. Летом 1916 года Свердруп, выступая посредником, продал другой пароход России за 435 000 крон. Впрочем, из-за развязанной Германией неограниченной подводной войны к октябрю 1917 года очередное деловое предприятие Свердрупа в буквальном смысле слова было торпедировано. 25 октября 1917 года Свердруп в знак протеста вернул в посольство Германии в Осло прусский орден Короны, которым был когда-то награждён. Днём ранее Руаль Амундсен также демонстративно вернул свои германские награды.

### Поход на ледоколе «Святогор»
После революции Свердруп продолжил сотрудничество с молодой Советской республикой. В самом начале 1920 года белогвардейское правительство генерала Миллера снарядило на ледокольном пароходе «Соловей Будимирович» продовольственную экспедицию. Пароходом командовал англичанин Джон Рекстин, ледовым штурманом был опытный капитан Ануфриев, экипаж из 52 человек был разношёрстным, например, из 14 кочегаров восемь были китайцами. На борту было 32 пассажира, включая генерала Звегинцева и двух полковников, а также начальника пожарной охраны Архангельска. На борту было ничтожное количество угля, вдобавок из четырёх паровых котлов один не работал. 24 января 1920 года пароход был затёрт льдами у устья Индиги, паровые котлы пришлось потушить. Имеющихся запасов должно было хватить до конца весны. 21 февраля в Архангельск вошла Красная армия; одной из первых задач новой власти было спасение людей. Ленинское правительство сразу же начало переговоры с Англией и Норвегией о направлении в Карское море спасательной экспедиции. 27 марта из Архангельска в Норвегию — Нансену, Свердрупу, редакциям газет «Финмаркенпост», «Социалдемократен», Географическому обществу Норвегии — была отправлена телеграмма, в которой говорилось, что «во имя человеколюбия необходимо оказать страдальцам помощь».
Выбор Свердрупа как начальника спасательной операции в тогдашней ситуации был естественным, учитывая его опыт взаимодействия с Россией и знание вод Баренцева и Карского морей. Нансен обратился к британскому правительству, Лорд Хармсворт предложил использовать построенный для России и находящийся в простое ледокол «Святогор». 22 апреля «Святогор» вышел в море, а 25-го числа Свердруп выехал в Берген, где должен был принять командование. 1 мая В. И. Ленин подписал декрет об оплате стоимости операции в размере 2 миллионов норвежских крон, гонорар Свердрупа составлял 180 000 крон. 1 июня был поднят флаг Норвегии и принята норвежская команда в 88 человек, прибывшая из Кристиании. Свердрупа сопровождал Л. Брейтфус, всего на борту было 152 человека, в основном ветеранов Арктики, ходивших со Свердрупом (в том числе оба машиниста и гарпунёр). Оперативным снаряжением поход был обязан брату Руаля Амундсена Леону, который имел огромный практический опыт. Выход в море затянулся до 7 июня из-за спора о страховке: Великобритания застраховала ледокол на сумму 100 000 фунтов стерлингов (13 000 000 крон), причём и советская, и норвежская сторона настаивали, что платить должны британцы. В Вардё были погружены два гидросамолёта, которые Свердруп считал бесполезными, и 50 тонн продовольствия, качество которого норвежцы оценивали весьма скептически. Хотя Ануфриев хотел вывести часть людей по льдам, Свердруп, связавшись с ним по радио (радиус действия 3-киловаттного передатчика составлял по ночам до 600 миль), отменил этот поход, убедив его в ненужности жертв.
14 июня «Святогор» вышел в Карские Ворота. В этот же день в Архангельске начали снаряжать альтернативную экспедицию на ледорезе «Канада», получившем новое имя «III Интернационал» (в будущем «Фёдор Литке»). Отчасти это объяснялось желанием захватить белогвардейцев (о чём писали в британской газете Daily Graphic), отчасти опасениями, что Свердруп не имел опыта управления современным стальным ледоколом (все предыдущие суда капитана были деревянными парусно-паровыми шхунами и барками). 16 июня «Святогор» пробил ледовые поля и быстро двинулся к «Соловью Будимировичу», а «Интернационал» миновал Колгуев. Пробившись к блокированному пароходу 18 июня, Свердруп первым делом перебросил на борт свежие продукты: на «Соловье» началась цинга. В пять часов утра 19 июня подошёл и «III Интернационал»; трое суток все три судна стояли, пришвартовавшись друг к другу. 21 июня Свердруп радировал, что перевёл всех людей на борт «Святогора», предоставив им политическое убежище, и 20 июня в 14 часов взял курс на Норвегию. На чистую воду три судна вышли 22 июня. Однако 24-го ледокол сел на банку, не обозначенную на картах, и пришлось сливать воду и перегружать уголь, что заняло более суток; однако течей удалось избежать. Лишь ночью 25 июня «Святогор» сошёл на воду. 19 июля ледокол прибыл в Берген, где команда была расформирована, а ледокол возвращён в Англию.

### Поход 1921 года к устью Енисея
20 июля 1921 года 67-летний Свердруп возглавил свою последнюю морскую экспедицию, организуемую фирмой АРКОС. В советской историографии её считают очередной торговой Карской экспедицией, которые были начаты ещё белыми правительствами в 1919 году для обмена промышленных товаров на продовольствие через Северный морской путь и устья сибирских рек. Карскую экспедицию сопровождал заказанный в Англии ещё до революции ледокол «Александр Невский», выкупленный незадолго до экспедиции и переименованный в «Ленин». На проведение экспедиции Москвой отпускалось 7 миллионов рублей золотом. Наркомвнешторгу было предписано доставить через Карское море из-за границы для восстановления сельского хозяйства Сибири 1000 сенокосилок, 500 конных грабель, 500 жнеек, 500 культиваторов, 500 соломорезок, 11 500 метров кожаных приводных ремней, 20 000 дюжин стальных вил, 200 тысяч плотничьих топоров, 15 тысяч дюжин напильников и другие товары. В обмен Сибирь должна была поставить в Западную Европу графит, асбест, кожсырьё, шерсть и волос. Ввиду продовольственных трудностей от экспорта сибирского хлеба было решено воздержаться. Для Карской экспедиции было куплено пять морских судов, которые получили названия: «Аркос», «Андре Марти», «Л. Красин», «Внешторг» и «Яков Свердлов». Помощником Свердрупа шёл Дж. Рёкстин.
1 августа Свердруп взошёл на борт «Ленина» в Тромсё, караван должен был собираться в Мурманске. Капитан рассчитывал достигнуть цели к 25 августа и вернуться домой к началу октября. В этом походе Свердруп не вёл дневников, но, судя по архиву радиограмм, во время путешествия не было серьёзных происшествий. 16 сентября он телеграфировал Грете, что поворачивает домой. 4 октября, в полном соответствии с графиком, Свердруп вернулся в Тромсё.

## Последние годы жизни. Реставрация «Фрама» (1922—1930)
По сведениям, приводимым Александром Вистингом, в результате судебных тяжб с налоговыми органами после двух экспедиций Свердруп потерял больше, чем заработал. Средств на обеспеченную старость не было, вдобавок сын Отто был художником и находился на обучении в Париже. Он постоянно просил у отца денег, а Отто-старший из гордости не сообщал о финансовых трудностях. В Сиэтле обанкротился банк The Scandinavian American Bank, в результате Свердруп потерял ещё одну часть своих вложений и был вынужден давать объяснения налоговой полиции. В 1923 году Свердруп подал заявку датским властям на китобойный промысел, но, получив лицензию, передал её фирме Winge & co. Следующий проект был связан со Шпицбергеном, где Свердруп рассчитывал стать командиром ледокола для снабжения организуемой Store Norske Spitsbergen Kulkompani. Зимой 1924 года Отто Свердруп вновь отправился в Карибское море и провёл десять дней на Гренаде и Барбадосе. Официально считалось, что он поправляет здоровье, но, скорее всего, речь шла о поиске китовых угодий. В 1925—1926 годах Свердруп сотрудничал с советской Академией наук как консультант планируемой экспедиции на Землю Франца-Иосифа, которая так и не состоялась. Параллельно 22 февраля 1924 года к Свердрупу официально обратилось министерство иностранных дел, с просьбой прокомментировать состояние вопроса об аннексии островов Свердрупа. Канадское правительство в соответствии с принципом полярных секторов претендовало на все территории между 62-й и 83-й широтами. По запросу премьер-министра 28 апреля 1926 года стортинг единогласно и без обсуждения одобрил единовременный пенсион для Отто Свердрупа в размере 6000 крон.
В 1925 году Отто Свердруп основал Комитет по сохранению «Фрама», существенную помощь оказал ему журналист Кнут Домас. После многолетних трудностей они сумели найти деньги на реконструкцию. 4 ноября 1929 года «судно викингов XX века» (по выражению Карстена Борхгревинка) было отбуксировано в Саннефьорд на верфь Framnæs Værksted. Реконструкцией руководил лично Свердруп, который решил вернуть «Фраму» облик, который тот имел в экспедиции 1898—1902 годов, когда, по мнению специалистов, «корабль находился в наилучшей форме». Реконструкция шла быстро, поскольку уцелели вся проектная документация и чертежи. Самой существенной из трудностей было изготовление грот-мачты: к 1930-м годам в Норвегии оказалось невозможным найти сосновый ствол нужного размера. Один из американских друзей Свердрупа прислал подходящий мачтовый ствол, который, однако, оказался больше первоначальной мачты «Фрама». Свердруп тем не менее велел ставить его во всю длину. Реставрация была завершена в кратчайшие сроки: уже 19 мая 1930 года была достигнута договорённость с руководством Трёнделагской выставки в Тронхейме об участии в ней «Фрама». Историческое судно отбыло туда под командой Оскара Вистинга, но не своим ходом: его буксировал пароход «Хёвдиген». В сентябре «Фрам» отправился обратно. Поскольку Свердруп к тому времени был тяжело болен, ему предложили доставить судно в Саннвику, чтобы дать салют. Сам капитан заявил, что «слышать не желает об этой комедии». Взамен он просил собрать все реликвии со всех экспедиций и устроить на борту корабля музей.
Последние годы жизни Свердрупа были омрачены хроническим безденежьем. Брак старшей дочери Одхильд распался, она вернулась в отчий дом в 1926 году. В этой ситуации Свердруп предложил канадскому правительству скомпенсировать расходы по экспедиции 1898—1902 годов, о чём отправил в 1927 году официальное уведомление через норвежское министерство иностранных дел. После гибели дирижабля «Италия» в 1928 году Свердруп, как и Амундсен, был приглашён в качестве эксперта-полярника, но покинул комитет по спасению, сочтя действия его участников легкомысленными. С целью заработка в 1928 году старый капитан издал книгу «Под русским флагом», основанную на дневниках путешествия на «Эклипсе» 1914—1915 годов. В начале 1929 года сдвинулось дело о канадской компенсации, своим представителем в Оттаве Свердруп назначил Эйвина Бордевика, генерального агента Норвегии в Канадской тихоокеанской железнодорожной компании. В декабре 1929 года в Париже Свердруп и Бордевик встречались с канадским госсекретарём и запросили 100 тысяч долларов, тогда как канадская сторона предложила лишь 25 тысяч. Переговоры продолжились 24 февраля 1930 года. После кончины Нансена (последовавшей 13 мая) 17 мая 1930 года Свердруп был приглашён для участия в траурной церемонии и участвовал в выносе тела. Вместе с ним шли Александр Нансен, Олаф Дитриксон, Эрик Вереншёльд, и Филип Ноэль Бейкер, сопровождавшие Нансена в поездке по голодающей России. 23 июня Свердруп согласился на сумму 67 тысяч долларов (примерно 250 тысяч крон) в обмен на дневники и материалы Норвежской арктической экспедиции. Из-за споров Норвегии и Канады о рыболовных зонах, в августе платёж был заблокирован, что повергло капитана в отчаяние: сумма долгов к тому времени вдвое превышала стоимость его имущества. Он даже обратился к премьер-министру Канады Маккензи Кингу с предложением взять его на ставку агента канадского правительства в Дании, несмотря на то, что был болен. 26 ноября 1930 года в пять часов утра полярник скончался. Некрологи были скромными. 2 декабря тело было кремировано, прах захоронен на Западном кладбище в Осло; в последний путь своего капитана провожали старпом Бауман и штурман Ронес, венок прислал премьер-министр Мовинкель. После кончины Свердрупа канадское правительство всё-таки перечислило 67 тысяч долларов, что известно из письма Одхильд Свердруп от 16 января 1931 года. Финансовыми делами семьи занимался Александр Нансен, который в своё время «открыл» Свердрупа, он же погасил долги полярника перед фирмой Рингнеса, достигшие к тому времени 40 тысяч крон.

## Память

### Награды
Отто Свердруп был удостоен множества норвежских и иностранных наград.

#### Государственные
- Орден Святого Олафа (Норвегия): командор 1-го класса (1896), кавалер Большого креста (1902).
- Золотая медаль «За заслуги» (Дания, 1903).
- Большой крест ордена Короны (Пруссия, 1903).
- Орден Святой Анны II степени (Россия, 1915).

#### Научные и общественные
- Золотая медаль Географического общества Норвегии (1889).
- Серебряная медаль Парижского географического общества (1896).
- «Фрамовская[норв.]» медаль короля Оскара II (1896, 1902).
- Почётная золотая медаль от города Парижа (1897).
- Золотая медаль Итальянского географического общества (1897).
- Золотая медаль Парижского географического общества (1902).
- Золотая медаль Шотландского географического общества (1902).
- Медаль покровителей Королевского географического общества (1903).
- Золотая медаль Берлинского географического общества (1903).
- Медаль «Веги» Шведского географического общества (1903).
- Почётное членство Норвежской ассоциации охотников и рыболовов, Норвежской ассоциации судовладельцев, Лыжного клуба Кристиании, Норвежской ассоциации судоводителей, Норвежского географического общества.
- Почётный доктор Сент-Андрусского университета (1928).

### Объекты, названные в честь Свердрупа
Отто Свердрупу установлены два памятника: в Стейнхьере и в Саннвике.
В честь Свердрупа названы:
- Остров Свердрупа в Карском море.
- Острова Свердрупа в море Линкольна.
- Земля Свердрупа — южная часть острова Элсмир, ограниченная на западе системой Бауман-фьорда, а на востоке — бухтой Мейкинсон[189].
- Пролив[англ.] между островами Аксель-Хейберг и Миен.
- Фрегат ВМФ Норвегии F312 «Otto Sverdrup[англ.]».
- Круизный лайнер[англ.] компании «Hurtigruten AS[англ.]», построенный в 2001 году и реконструированный в 2020[190].
- В 2011 году личное имя Свердрупа и его портрет на киле получил пассажирский самолёт «Боинг-737» авиакомпании Norwegian Air Shuttle[191].

В 2000 году Международный астрономический союз присвоил имя Свердрупа кратеру на обратной стороне Луны.
В 2001 году Гренландия, Канада и Норвегия выпустили в честь Свердрупа серию почтовых марок.

### Otto Sverdrup Centennial Expedition
В 1999—2000 годах в Канаде была проведена частная экспедиция к столетию пребывания Свердрупа на острове Элсмир (Otto Sverdrup Centennial Expedition). Семь участников во главе с Грэмом Магором прибыли на остров на парусной яхте и построили береговую базу. Далее трое полярников совершили семинедельный поход на остров Аксель-Хейберг и далее через горы до 81° с. ш.. Представителями Норвегии в экспедиции были супруги Гульдборг Сэвик и Ларс Роберт Холе, которые опубликовали о своём опыте книгу.

## Публикации
- Sverdrup O. Beretning on «Fram’s» drift efter 14 mars 1895 // Fram over polhavet : den norske polarfaerd 1893—1896 af Fridtjof Nansen ; med et tillaeg af Otto Sverdrup :  [букмол]. — Kristiania : H. Aschehoug & C, 1897. — Bd. 2. — S. 389—504. — 553 s.
- Report of Captain Otto Sverdrup of the Drifting of the Fram from March 14th 1895 // Farthest north : being the record of a voyage of exploration of the ship Fram 1893-96 and of a fifteen months' sleigh journey by Dr. Nansen and Lieut. Johansen. — Westminster : A. Constable and Co, 1897. — Vol. II. — P. 519—630.
- Sverdrup O. Nyt land: fire aar i arktiske egne :  [букмол]. — Kristiania : Forlagt af H. Aschehoug, 1903. — Bd. 1. — 554 s.
- Sverdrup O. Nyt land: fire aar i arktiske egne :  [букмол]. — Kristiania : Forlagt af H. Aschehoug, 1903. — Bd. 2. — 523 s.
- Sverdrup O. New land; four years in the Arctic regions / Translated from the Norwegian by E. H. Hearn. — London : Longmans, Green and Co, 1904. — Vol. I. — 532 p.
- Sverdrup O. New land; four years in the Arctic regions / Translated from the Norwegian by E. H. Hearn. — London : Longmans, Green and Co, 1904. — Vol. II. — 538 p.
- Sverdrup O. Under Russisk Flag :  [букмол] / talr. Illustrationer og Kort. — Oslo : H. Aschehoug & Co Forlag, 1928. — 162 s.
- Sverdrup’s Arctic adventures : adapted from «New land: four years in the Arctic regions» by the Norwegian explorer Otto Sverdrup, and edited with additional chapters by T. C. Fairley. — London : Longmans, 1959. — 305 p.
- Отчёт капитана Отто Свердрупа от плавании «Фрама» после 14 марта 1895 г. // Нансен Ф. «Фрам» в Полярном море / пер. с норв. З. И. Лопухиной, А. М. Филиппова, А. А. Крубера. — М. : Дрофа, 2007. — С. 821—910. — 990 с. — (Библиотека путешествий). — ISBN 978-5-358-01619-4.
- Свердруп О. Под русским флагом : в поисках пропавших русских экспедиций / пер. с норвеж. С. Машковой-Хоркиной. — М. : Paulsen, 2014. — 224 с. — ISBN 978-5-98797-096-6.